# Флорентійська республіка
Флорентійська республіка (лат. Res publica Florentina; ст. італ Republica di Fiorenza; італ. Repubblica Fiorentina [reˈpubblika fjorenˈtiːna]) — місто-держава в Італії, що існувала в 1115 —1532 роках на території сучасної провінції Тоскана. Виникла як незалежна комуна міста Флоренції. Республіка контролювала більшу частину північної й центральної Тоскани і відігравала важливу роль у історії середньовічної Європи.
Флорентійці створили складну республіканську систему управління, яка базувалась на широкому залученні громадян міста до державних органів влади з метою запобігання узурпації й тиранії. У XIII—XIV століттях економічний розвиток республіки випереджав практично всі інші держави Італії. Завдяки впровадженню мануфактурного виробництва та новацій у торгівлі, Флоренція перетворилося на одне з найбагатших міст європейського континенту. Проте соціальна диференціація її громадян спричинила занепад республіканських інститутів та призвела до встановлення у 1434 році фактичної диктатури — одноосібної сеньйорії банкірського роду Медічі.
У XIV столітті Флоренція була провідним центром італійського Відродження, в якому творили Данте, Петрарка, Боккаччо, Леонардо да Вінчі, Мікеланджело, Макіавеллі та багато інших митців і філософів.
У період Італійських воєн у республіці відновили демократичне правління під керівництвом Савонароли, проте за підтримки Франції і папства у 1512 році Медічі відновили свою владу. У 1532 році республіканський устрій Флоренції був ліквідований і держава перетворилася на спадкову монархію — герцогство Флоренція, яке з 1569 року отримало назву Велике герцогство Тосканське.

## Рання комуна у Флоренції

### Утворення комуни у Флоренції (XI— початок XII століття)

Тосканське маркграфство в XI столітті

Елементи самоврядування у містах Тоскани з'явилися ще в часи імперії Карла Великого, коли виникли колегії скабінів, що обиралися містянами і які брали участь у здійсненні правосуддя. З розпадом імперії у IX столітті різко посилилася влада маркграфів Тоскани, які стали найбільш могутніми феодалами Італійського королівства. Головною резиденцією маркграфів була Лукка, а в інші міста були призначені підлеглі йому графи. У результаті була створена система графств (контадо, від італ. conte — граф) з центрами в містах Тоскани. Найбільше контадо було Флорентійське. Проте центральна влада у Тоскані, як і в інших областях Італії, була вкрай слабкою: тут не існувало королівської адміністрації, а місцеві феодальні роди не мали значних земельних володінь і повної влади над містами. Єпископи в Тоскані також не змогли поставити графів і міста під свій контроль, як це відбулося в Ломбардії, а їх консервативність в умовах розповсюдження впливу Клюнійського руху і впровадження Григоріанської реформи не сприяла популярності єпископів серед населення.

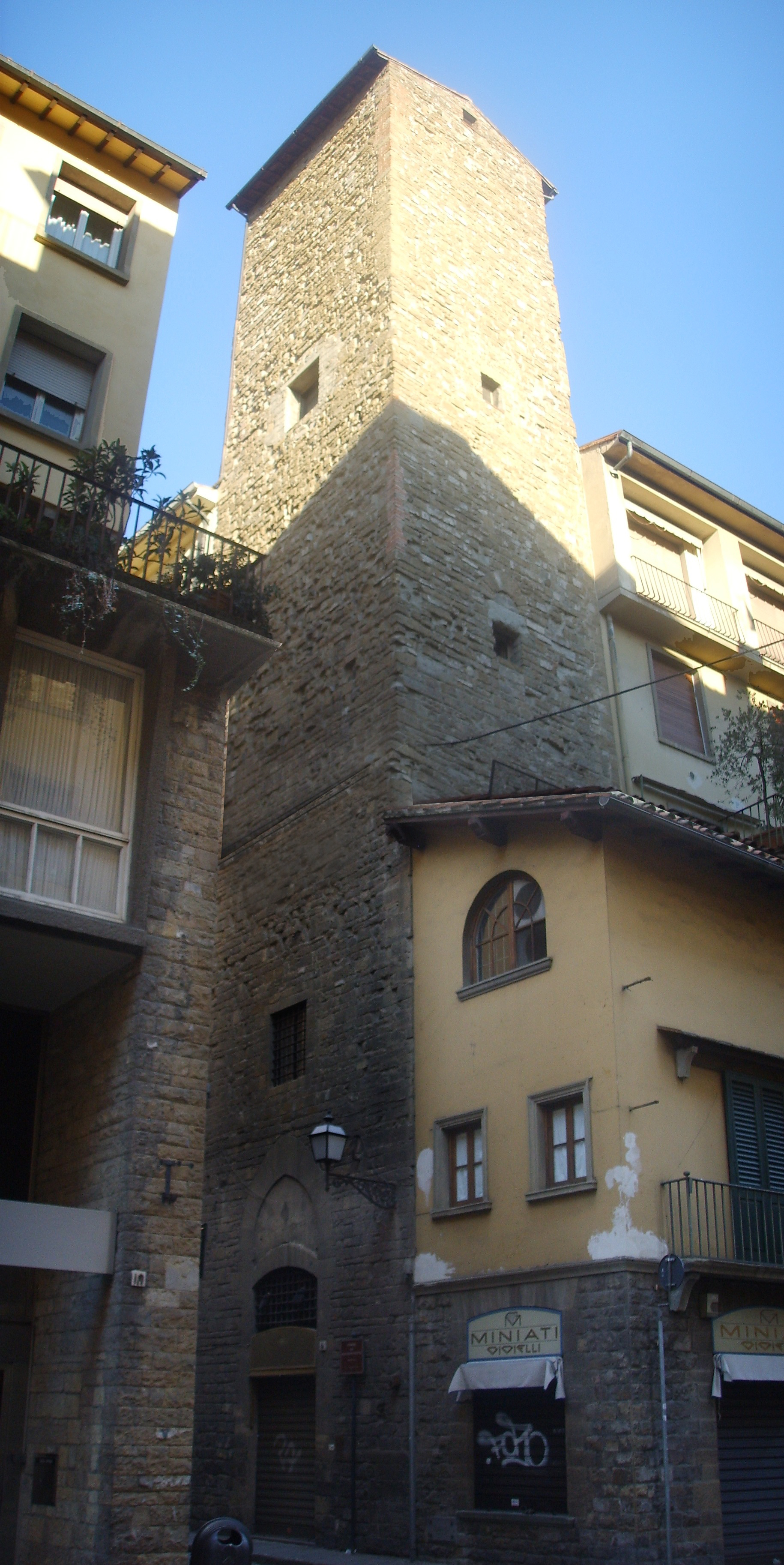
Башта консортерії Бальдовінетті у Флоренції

Бурхливе зростання морської і сухопутної торгівлі у Тоскані в XI столітті призвело до прискорення розвитку міст і перетворення їх в політичну силу. У період боротьби імператора Священної Римської імперії Генріха IV з папою Григорієм VII, імператор, прагнучи ослабити маркграфиню Тосканську Матильду, вірного союзника папи, у 1081 році надав автономію Пізі та Луцці. Флоренція залишилася єдиним тосканським містом, що зберегло прихильність до Матильди, за що отримало від неї ряд привілеїв. Останні роки правління маркграфині Матильди ознаменувалися ослабленням центральної влади в Тоскані і початком зіткнень між містянами і феодальними сеньйорами. Вже у 1107 році флорентійці зруйнували замок Монте-Галаці, що належав одному з найвпливовіших дворянських родів контадо Флоренції. Це стало початком боротьби міста за незалежність проти місцевих феодалів. Матильда в цю боротьбу не втручалася, а після її смерті у 1115 році влада у Флоренції перейшла до міської комуни — самоврядованої політичної організації містян. Комуна взяла на себе управління внутрішніми справами міста, врегулювання торгових і ремісничих проблем, збір податків і чеканку монети, а незабаром почала проводити власну зовнішню політику. Встановлення влади комуни у Флоренції у 1115 році вважається початком існування самостійної Флорентійської республіки.
Найвищим представницьким органом ранньої комуни у Флоренції були загальні збори містян, що скликалися чотири рази на рік, зі складу яких обиралася Рада з законодавчими функціями. У Раду входило близько 150 чоловік, що в основному представляли найзаможніших жителів міста. Виконавча влада належала колегії дванадцяти консулів, що обиралися на один рік. Кожні два місяці двоє з них ставали керівниками комуни. Правлячим класом республіки було дрібне і середнє урбанізоване лицарство (вальвасори) і верхівка купецтва, що утворили особливий соціальний шар воєнізованого міського патриціату. У результаті молода республіка набула яскраво вираженого олігархічного характеру. Для внутрішньої структури флорентійського суспільства XII століття була характерна роздрібленість населення на великі родинно-споріднені групи. Найважливіші міські родини зводили в межах Флоренції особливі башти-фортеці, навколо яких і формувалися так звані «баштові союзи» двох-трьох споріднених родин (консортерії). Всього у Флоренції налічувалося більше 100 консортерій, що вели між собою постійну боротьбу. Інший пласт соціальної організації складали купецькі і ремісничі цехи, що об'єднували представників однієї професії, незалежно від їх родинно-спорідненої або соціальної приналежності, а також перші банкірські доми.

### Завоювання контадо і встановлення подестату (XII століття)
Після смерті графині Матильди центральна влада в Тоскані остаточно втратила вплив, хоча пост маркграфа зберігався впродовж усього XII століття. Почалася тривала боротьба між міськими комунами і феодальними родами за владу і контроль над територією області. Першим кроком на шляху флорентійської експансії у Тоскані стало взяття та руйнування сусіднього міста Ф'єзоле в 1125 році. Поступово флорентійці захопили всі замки аристократів контадо і підпорядкували собі єпископа Флоренції. До середини XII століття територія флорентійського контадо опинилася під владою комуни, найбільші аристократи — родини Гвіді і Альберті — визнали владу Флоренції. Відбулося зселення феодалів в місто та їх входження у муніципальні структури. У 1182 році імператор Фрідріх I Барбаросса під час свого візиту до Тоскани визнав самоврядування міських комун, обмеживши владу маркграфа стягуванням імперських податків і здійсненням правосуддя. У 1187 році Флоренція отримала від імператора хартію (золоту булу), в якій були зафіксовані привілеї і самостійність флорентійської комуни.

Флоренція і комуни Тоскани після підпорядкування контадо (13 століття).

На з'їзді в Сан-Дженезіо у 1197 році тосканські міста (Флоренція, Піза, Сієна, Лукка, Ареццо і Вольтерра) уклали між собою союз, поділивши територію колишнього маркграфства на сфери впливу. У результаті в Тоскані розвернулася громадянська війна між провідними міськими комунами, з одного боку, і феодалами та дрібними населеними пунктами сільської місцевості, з іншого, що завершилася встановленням у Тоскані влади кількох міст-держав. Після завоювання своїх контадо в першій чверті XIII століття міста вступили в конфлікти одне з одним. Для Флоренції найголовнішим супротивником стала Сієнська республіка, чия експансія розвивалася у напрямі флорентійського контадо. Боротьба Сієни і Флоренції за два невеликі міста Монтепульчано і Монтальчіно продовжувалася із перемінним успіхом кілька століть. Флорентійцям в 1171 році вдалося укласти союз з Пізою — найбільшим морським портом Тоскани — і добитися того, щоб флорентійські товари перевозились на кораблях пізанців за такими ж митними ставками, що і пізанські. Проте на початку XIII ст.посилення Флоренції в Центральній Тоскані привело до складання двох ворожих блоків: Флоренція і Лукка проти союзу Пізи і Сієни. Останні традиційно орієнтувалися на імператора, що привело Флоренцію в табір Папи Римського. Це поклало початок боротьбі гвельфів і гібелінів в Тоскані.
В період завоювання контадо відбулися важливі зміни в державному устрої Флоренції. На зміну колегії дванадцяти консулів як головний орган держави прийшов інститут одноосібного подеста́ — найманого градоначальника, зазвичай з іноземців, що обирався на один рік і знаходився під контролем комунальних органів. Подеста був головою колегіальних органів Флорентійської республіки і очолював її ополчення. Перша згадка про подеста у Флоренції відноситься до 1193 року, а на початку XIII століття подестат остаточно склався як державна система Флоренції і інших тосканських міст. Встановлення подестату означало падіння впливу старого міського нобілітету і перехід влади до багатих пополанів Флоренції. До того часу місто досягло вже достатньо високого рівня процвітання, про що свідчить, наприклад, той факт, що нові міські стіни, що включили до складу Флоренції ряд колишніх приміських земель, були зведені всього за два роки: у 1173—1175 роках Флоренція стала найбільшим населеним пунктом і торговим центром Центральної Тоскани, чисельність її жителів досягла 30 тис. чоловік. Торгові зв'язки флорентійських купців розповсюдилися на значну частину Західної Європи.

### Боротьба гвельфів і гібелінів у Флоренції (1216—1260)
Вже в 1210-х роках у Флоренції почалася боротьба між прихильниками папи (гвельфами) і імператора (гібелінами). Республіка виявилася розколеною на два ворогуючі табори, що використовують політичні пристрасті для боротьби за владу в комуні. Перемога імператора Фрідріха II в битві при Кортенуово у 1237 році різко підсилила партію гібелінів у Північній і Середній Італії. Під тиском Фрідріха II, Флоренція у 1238 році визнала сюзеренітет імперії, а на посаду подести через деякий час був призначений позашлюбний син імператора Фрідріх Антіохійський, що почав політику централізації управління і об'єднання Тоскани в єдину державу. Прихід до влади в республіці гібелінів викликав невдоволеність більшої частини містян. У 1248 році провідні гвельфські родини залишили Флоренцію, що призвело до масових репресій у місті проти опозиції. Проте практично вся Тоскана виявилася охопленою повстанням проти імператора. У 1250 році влада гібелінів у Флоренції була повалена, Фрідріх Антіохійський і його прихильники втекли з міста. У республіці була встановлена «Перша демократія» (італ. Il Primo Popolo) (1250—1260).
В період «Першої демократії» влада у Флоренції перейшла до пополанів, а соціальна база політичного режиму була істотно розширена за рахунок широких шарів ремісників і торговців. На чолі республіки встав капітано-дель-пополо — воєначальник і голова «малої (пополанської) комуни». Подеста, що представляв інтереси багатої олігархії, був усунений від влади. Був також створений новий муніципальний орган — Рада старійшин (італ. Consiglio degli Anziani), до складу якої увійшли по два представники від всіх шести районів міста. Рада старійшин сконцентрувала в своїх руках фінансове і фіскальне управління республіки. Іншою опорою режиму стала Рада цехів: вперше в уряді республіки опинилися як багаті торговці, так і представники ремісничих кіл суспільства. Консортерії були скасовані, а їх башти зруйновані.

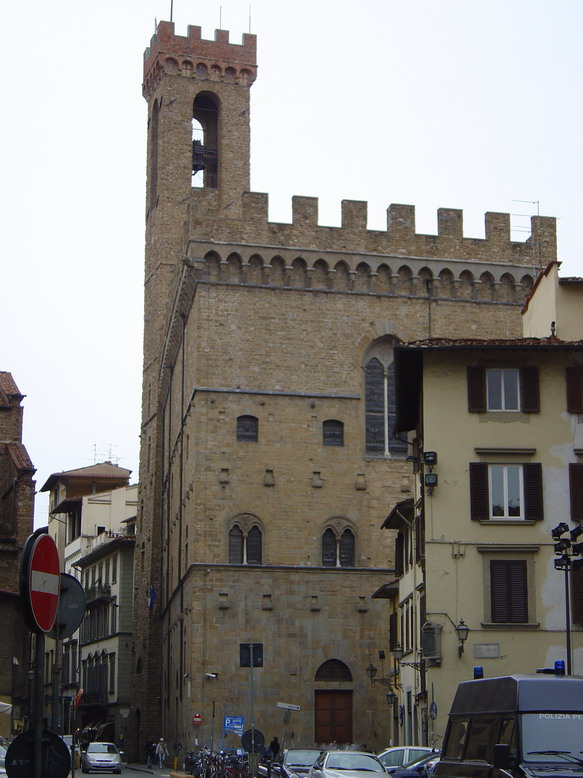
Палаццо дель Пополо
(Палаццо дель Баргелло) у Флоренції

Новий пополанській уряд продовжив політику територіальної експансії: у 1251 році місто встановило контроль над невеликим морським портом Таламоне, внаслідок чого республіка отримала безпосередній вихід до моря. Це викликало складання проти Флоренції ліги гібелінських комун Тоскани — Пізи, Сієни і Пістої і початок війни між тосканськими державами. Флорентійська армія досягла значних успіхів, розбивши сієнські війська, і у 1254 році, підпорядкувавши Пістою. У 1255 році Сієна була вимушена укласти мир, відмовившись від ряду територій на кордоні з Флоренцією. У той же час до республіки була приєднана Вольтерра. Піза, зазнавши поразки від Генуї, погодилася надати флорентійським купцям право безмитної торгівлі через її порт. У результаті у 1255 році в Тоскані встановилася гегемонія Флоренції.
Період «Першої демократії» ознаменувався успіхами не тільки в зовнішній політиці, але й в економічному розвитку Флоренції. Місто досягло свого розквіту, активно велося нове будівництво (зокрема Палаццо дель Пополо, «палац народу», резиденція вищих магістратів республіки, закладений у 1255 році), у 1252 році в обіг був випущений золотий флорин, що став найпопулярнішою монетою в Європі, що свідчило про перетворення Флоренції на фінансовий центр європейського масштабу. Проте, зберігалася зовнішня загроза: коронація Манфреда Сицилійського у 1258 році відродила надії на реванш у італійських гібелінів. Вони спробували здійснити державний переворот у Флоренції, але зазнали поразки і були вигнані. Гібеліни знайшли притулок у Сієні, де став формуватися центр прихильників імператора в Середній Італії. У 1260 році флорентійська армія, що включала загони з інших гвельфських комун Тоскани, атакувала Сієну. Але в битві при Монтаперті 4 вересня 1260 року флорентійці були наголову розбиті. За тиждень війська гібелінів увійшли до Флоренції. Пополанська конституція була ліквідована, до влади прийшли гібеліни — прихильники короля Манфреда.

### Торжество гвельфів і встановлення пріорату (1260—1293)
Після приходу в 1260 році до влади гібелінів, флорентійські гвельфи були вигнані з республіки, їх майно конфісковане, помешкання і башти зруйновані. Вигнанці знайшли притулок в Луккі — єдиному місті Тоскані, де збереглося правління гвельфів. На чолі Флорентійської республіки встав граф Гвідо Новелло, призначений Манфредом генеральним вікарієм всієї Тоскани. Граф Гвідо негайно атакував Лукку і примусив її погодитися на вигнання гвельфів у 1264 році В результаті вся Тоскана опинилася під владою гібелінської партії. Проте Папа Римський звернувся за допомогою до французького принца Карла Анжуйського, якому він передав корону Сицилійського королівства. У 1266 році в битві при Беневенто Манфред був розбитий анжуйцями і загинув. Наступного року війська Карла Анжуйського вторглися до Тоскани. Його експедиція в значній мірі була профінансована флорентійськими банкірами, що симпатизували гвельфам. Звістка про підхід анжуйських військ до Флоренції примусила графа Гвідо і гібелінів втекти з міста. Влада у республіці знов перейшла до гвельфів. Карл Анжуйський був обраний на посаду подести Флоренції і зберігав цю посаду впродовж подальших тринадцяти років. До 1270 року вся Тоскана опинилася під контролем гвельфів.
У період правління Карла Анжуйського внутрішня автономія Флоренції зберігалася, попри те, що король підпорядкував собі всю зовнішню політику республіки. Пополанів усунули від правління, а влада концентрувалася в руках магнатів (нобілітет і великі землевласники) на чолі з Радою Шести. Зростання впливу короля Карла і Франції викликало незадоволеність папи римського Григорія X, який 1273 року спробував досягти примирення між флорентійськими гвельфами і гібелінами, але зазнав невдачі через позицію Карла Анжуйського і радикальних гвельфів. Лише 1280 року папському легату кардиналу Латіно дєї Франджіпані вдалося добитися укладення угоди між гвельфами і гібелінами Флоренції, які домовилися розділити між собою муніципальні посади в республіці. У Флоренцію повернулися помірковані гібеліни, їм повернули власність. Проте, фактично при владі залишилися гвельфи: прихильники імператора були у Флоренції нечисленні та мали незначний економічний вплив. Карл Анжуйський втратив посаду подести республіки.
Падіння влади анжуйців послужило поштовхом до нового витка боротьби за вплив у республіці між різними соціальними групами. Бурхливий розвиток торгівлі, привілеї, отримані флорентійськими купцями у Франції, Неаполі і деяких інших державах, різко підсилили вплив торгових цехів. У 1282 році торгові цехи Флоренції фактично захопили владу в республіці через інститут своїх представників — пріорів цехів, які відтіснили від управління інші муніципальні органи. 1283 року було скасовано стару конституцію республіки і встановлено режим пріорату, що забезпечив панування торгової верхівки пополанів («жирні пополани» — італ. popolo grosso), об'єднаних у сім старших цехів, Arti maggiori. 1287 року отримали доступ до влади також п'ять «середніх» цехів. Поза керівною елітою залишилися «молодші цехи» Arti minori, у яких були об'єднані бідніші шари ремісників («худі пополани» — італ. popolo minuto). Нобілі спочатку зберегли право на участь в управлінні за умови, що вони вступлять в один з дванадцяти керівних цехів.
Торжество гвельфізму у Флоренції супроводжувалося посиленням її експансії у Тоскані. У 1287 році до влади в Ареццо прийшли гібеліни, що спровокувало вторгнення флорентійців і їх перемогу. Проте вже в 1288 році вибухнула війна з гібелінською Пізою, хід якої був украй невдалий для Флоренції. Це викликало зростання антипатриціанського руху в республіці, на чолі якого стояв Джано делла Бела, прихильник ширшої демократії. В результаті в 1293 році були прийняті «Встановлення справедливості» (італ. Ordinamenti di Giustizia), які закрили доступ магнатам до органів управління Флорентійської республіки і сформували нову політичну систему, що на два сторіччя закріпила демократичні початки державної адміністрації і правління пополанів. Право на участь в управлінні державою отримали всі 21 цехи Флоренції, хоча реальна влада збереглася за старшими цехами. Яскравим результатом демократизації Флорентійської республіки стало звільнення селян від кріпосної залежності на всій території держави в 1289 році.

## Флорентійська республіка періоду розквіту

### Боротьба «Білих» і «Чорних гвельфів» (кінець XIII— початок XIV століття)
Конституційні реформи Джано делла Бели 1292—1293 років ліквідовували владу магнатів, усунули їх від управління і позбавили виборчих прав. Була встановлена «Друга демократія» (італ. Il Secondo Popolo), що спиралася на широкі шари цехових ремісників і торговців. Проте жорсткі заходи проти магнатів, а також домінування в політичній системі Джано делла Бели, що спирався на неорганізовані народні маси, викликали незадоволеність частини флорентійського суспільства. У 1295 році процес проти одного з магнатів вилився в розгром палацу подести. Це викликало у відповідь реакцію і прихід до влади поміркованих пополанів. Делла Бела покинув Флоренцію. Магнатам, номінально включеним до складу цехів, було повернено виборче право. Проте напруженість у відносинах між помірними і радикальними партіями зберігалася. На чолі помірних («Білі гвельфи», італ. Bianchi) стояв В'єрі де Черкі, що представляв інтереси верхівки торговий-ремісничих шарів («жирні пополани»), схильної до примирення з гібелінами, на чолі радикалів («Чорні гвельфи», італ. Neri) — Корсо Донаті, що спирався на нобілітет і ярих прихильників папи римського. До «Чорних гвельфів» також прилучилися «худі пополани», ворожі торгово-ремісничій еліті республіки. Боротьба між «Білими» і «Чорними гвельфами» продовжувалася зі змінним успіхом до кінця XIII століття, поки в 1301 році Флоренцію не захопили війська Карла Валуа, запрошеного папою Боніфацієм VIII для підтримки «чорних гвельфів». У 1302 році франко-папська армія вигнала з міста поміркованих, серед яких був і Данте Аліг'єрі, і встановила режим терору проти «білих»: понад 600 жителів Флоренції було засуджено до смерті. Всі посади в республіці зайняли прихильники Донаті.
«Білі гвельфи» знайшли притулок в гібелінських комунах Тоскани (перш за все, в Пізі) і звернулися за допомогою до імператора Генріха VII, що вступив з своєю армією до Італії. Хоча в 1313 році імператор помер під час організації походу на Флоренцію, зовнішня загроза залишалася гострою: проти республіки виступив пізанський диктатор Угуччоне делла Фаджола, який 1315 року в битві при Монтекатіні розбив флорентійське ополчення, а потім на володіння Флоренції напав сеньйор Лукки Каструччо Кастракані, який підпорядкував собі практично всю Тоскану. Флоренція була змушена покликати на допомогу Роберта, короля Неаполя і надати йому вищу владу в республіці з правом призначення подести. Сюзеренітет неаполітанського короля над Флоренцією тривав до 1322 року. Проте, захоплення Каструччо Кастракані в 1325 році Пістої і чергова поразка флорентійців при Альтопаско знову вимагали екстраординарних заходів: Флоренція перейшла до практики найму озброєних загонів іноземних кондотьєрів для свого захисту. Сеньйором республіки з правом призначення подести, пріорів і ряду інших посадових осіб і величезною грошовою винагородою був вибраний герцог Карл Калабрійський, син короля Роберта. 1328 року Флоренції вдалося звільнити Пістою, а зі смертю в тому ж році Каструччо Кастракані, відпала необхідність в правлінні іноземців. В результаті була відновлена стара республіканська конституція.

### Соціально-економічний розвиток Флоренції в середині XIV століття

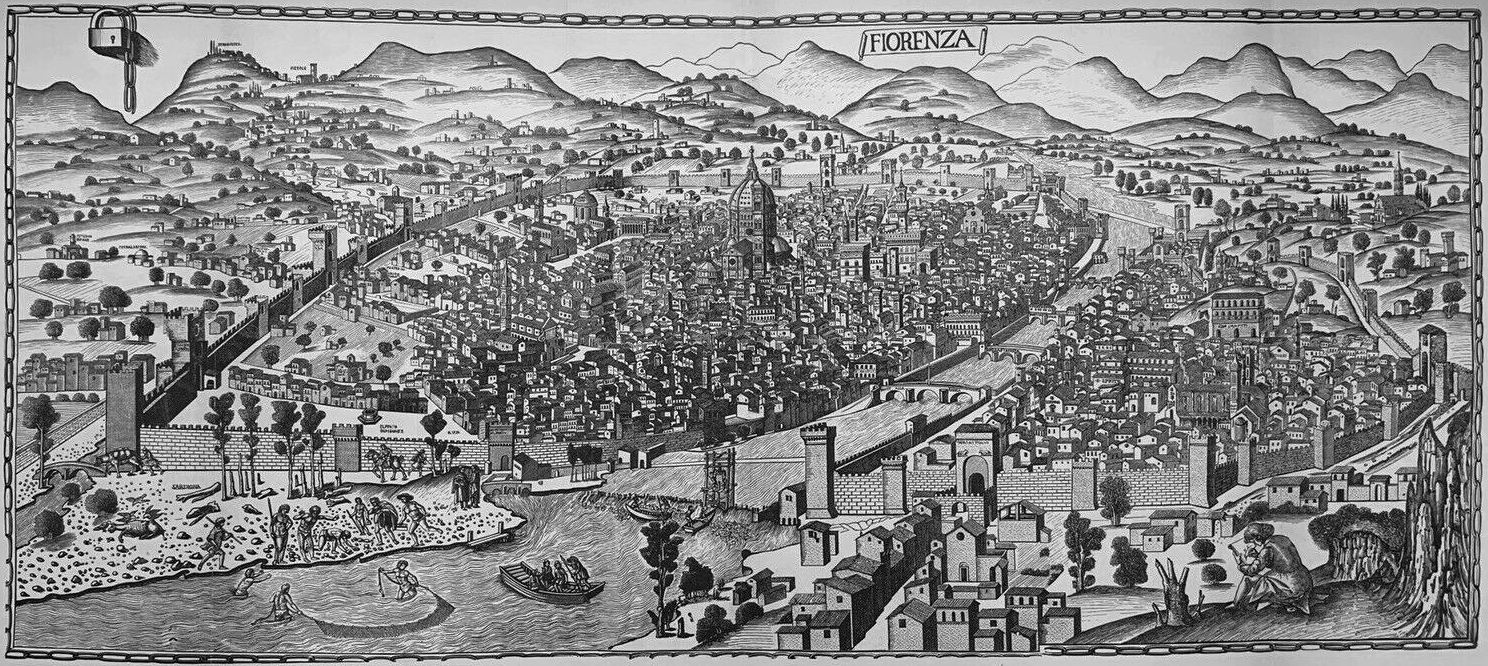
Флоренція наприкінці 14 століття. Старовинна гравюра

До середини XIV століття Флоренція перетворилася на провідний фінансовий і промисловий центр Європи. Банківські доми Флоренції кредитували провідні європейські держави і папу римського, брали на відкуп стягування податків в Англії, Франції, Неаполі, отримували монопольні права на вивіз основних продуктів (шерсті з Англії, зерна з Південної Італії). Продукція суконних і шерстяних майстерень республіки експортувалася по всій Європі і Східному Середземномор'ю, а сировина для виробництва такого цінованого тонкого флорентійського сукна привозилася в місто з Англії, Фландрії і Франції. Флоренція стала однією з перших держав, де почали розвиватися капіталістичні відносини, виник прошарок найманих робітників і мануфактурне виробництво.
В середині XIV століття продовжилася експансія Флорентійської республіки в Тоскані. У 1331 році була остаточно приєднана Пістоя, в 1351 році — Ареццо, в 1361 році — Вольтерра. Спроба захоплення Лукки 1336 року виявилася невдалою, незважаючи на союз з Венецією. Більш того, в 1342 році Лукка перейшла під владу Пізи, що змусило Флоренцію знов звернутися за військовою допомогою до іноземців: 1342 року капітано-дель-пополо і довічним протектором Флоренції було вибрано Готьє де Брієнна, герцога Афінського, в руках якого зосередилася адміністративна влада, управління фінансами і закордонними справами. Готьє де Брієнн уклав мир з Пізою і почав боротьбу з фінансовою кризою в країні введенням мораторію на погашення боргів. Спираючись на нобілітет і нижчі верстви населення, Готьє де Брієнн спробував знищити республіканський стрій, а під час виступу «худих пополанів» на підтримку герцога, був розграбований Палац Сеньорії і знищений прапор народу (гонфалон) — символ республіки. Пріори були повністю позбавлені влади. Замах на основи конституційного ладу республіки викликав у 1343 році повстання із закликом відновлення свободи, на чолі якого стояла цехова верхівка і деякі нобілі. Готьє де Брієнна вигнали, а до влади прийшли магнати і «жирні пополани». Проте, спроби магнатів добитися повернення прав на заняття вищих державних посад провалилися: нове повстання пополанів привело до вигнання магнатів з Флоренції. Була здійснена реформа, що забезпечила розділ влади в республіці між старшими, середніми і молодшими цехами, що означало подальшу демократизацію суспільно-політичного ладу.
Проте, у зв'язку з банкрутствами англійського і французького королівств в 1340-х роках в країні вибухнула важка фінансова криза, що особливо сильно торкнувся провідних банківських будинків Барді і Перуцці. Криза в значній мірі підірвала позиції флорентійської олігархії і сприяла демократизації державної системи. Населення міста до того часу зросло до 120 тисяч, причому значно збільшилася питома вага нецехових ремісників і найманих робітників з іммігрантів. Вони не мали представництва в органах управління і права на об'єднання в торгово-ремісничі корпорації. Це підсилювало антагонізм між цехами і нецеховим населенням Флоренції і виливалося в голодні бунти (1368) і перші в європейській історії страйки пролетаріату (страйк чесальників шерсті в 1345 році). У 1346 році було прийнято закон, що позбавляв виборчих прав іммігрантів, чиї батьки не народилися у Флоренції. У 1347 році уряд спробував заборонити заняття державних посад гібелінами, проте цей закон не пройшов через опір молодших цехів, що побоювалися зловживань при виборах. Епідемія чуми 1348 року, яка забрала майже половину населення республіки, ненадовго стримала процеси посилення аристократичних елементів в управлінні, проте вже 1351 року було, нарешті, затверджено закон про гібелінів, причому право визначення осіб, яким заборонялося заняття посад, надавалося Сеньйорії. В результаті значна маса громадян була позбавлена виборчих прав.
Зовнішня політика після відновлення у 1343-му демократичної конституції втратила експансіоністські прагнення і обмежувалася обороною меж республіки. Ширше стала використовуватися практика найму військових загонів іноземних кондотьєрів для захисту рубежів і відсічі агресії щодо Флоренції з боку суміжних держав. Лише 1362 року республіка знову втягнулася в широкомасштабні військові дії проти Пізи, проте війна завершилася в 1364-му взаємним виснаженням сторін і визнанням права свободи торгівлі Флоренції через порт Пізи.

### Повстання чомпі і прихід до влади олігархії (кінець XIV— початок XV століття)
Неподільне панування партії гвельфів у Флоренції в 1370-х роках привело до серйозної політичної кризи: через протекціоністську політику папи римського і грабіжницькі набіги папських кондотьєрів на територію республіки в 1375 році вибухнула війна Флоренції з папою Григорієм XI (Війна восьми святих 1375—1378 років). Хоча військові дії не відрізнялися жорстокістю і велися силами найманих загонів, війна спричинила величезні державні витрати, великі збитки торгово-ремісничих кіл і моральну кризу. Після безславного завершення війни в 1378 році одне з угрупувань в партії гвельфів на чолі з родиною Альбіцці спробувало захопити владу в республіці і змінити конституцію. Це викликало у відповідь реакцію з боку пополанів: 18 червня 1378 року за закликом гонфалоньєра Сальвестро де Медічі у Флоренції спалахнув народний заколот, що вигнав лідерів партії гвельфів і передав владу молодшим цехам. Але вже в липні повстання підняли неорганізовані наймані робітники шерстяних майстерень — чомпі, які зажадали надання їм права на створення цехів і участь в уряді. Повсталим на чолі з Мікеле ді Ландо вдалося захопити у Флоренції владу і добитися організації трьох нових цехів: тінторі (барвники), фарсетаї (кравці) і чомпі (чесальники шерсті та інші підсобні робітники), які отримали право обирати трьох з дев'яти пріорів республіки. Це було кардинальною зміною всієї конституційної системи Флоренції і спробою включення низів в політичну еліту держави. Але 31 серпня 1378 року загони чомпі були розбиті пополанами, що об'єдналися проти них. Цех чомпі було скасовано, проте інші два нові цехи збереглися. Влада перейшла до молодших цехів, які спробували провести реформу оподаткування і ліквідовувати фінансову кризу. Проте боротьба на два фронти (проти чомпі й партії гвельфів), невдача реформ і відсутність авторитетного лідера серед «худих пополанів» ослабили режим. У 1382 році у Флоренції спалахнув заколот магнатів, які усунули молодші цехи від влади, ліквідовували нові корпорації тінторі і фарсетаї і відновили контроль старших цехів над державною адміністрацією республіки.
Повстання чомпі оголило глибокі соціальні і конституційні суперечності в республіці, проте у Флоренції політичний конфлікт не мав класового характеру, як, наприклад, в Генуезькій республіці. Головним джерелом протистояння були конфлікти між родинами. Флорентійська родина була дуже сильним, хоч і нестійким інститутом, основою конституційної системи, чиї споріднено-територіальні зв'язки пронизували соціальні шари і підтримували стан постійної нестабільності в суспільстві. У 1382 році до влади прийшла вузька олігархія декількох родин магнатів і «жирних пополанів», серед яких поступово, до початку XV століття, провідна роль перейшла до роду Альбіцці. Олігархи здійснили нову реформу системи державного управління республіки: було різко посилено повноваження спеціальних комісій, частку молодших цехів в управлінні понижено до 1/4, встановлено контроль над процедурою вибору, влада пріорів і рад комуни і народу стали сильно обмежені новими колегіальними інститутами, що представляли інтереси панівної олігархії. Однак, політична еліта Флоренції залишалася відкритою і не перетворилася на аристократію, радикальних змін в законодавстві і організації системи управління не відбулося. Продовжувалися міжсімейні конфлікти всередині панівної олігархії, і хоча Альбіцці домінували в системі управління республікою на рубежі 14—15 століть, їм так і не вдалося монополізувати владу.

Експансія Флоренції в XIV — початку XV ст.
Кольором виділена територія республіки в межах 1300, 1377, 1433 рр.

Кінець XIV— початок XV ст. ознаменувалися різким посиленням зовнішньої загрози для Флоренції. Експансія міланського герцога Джангалеаццо I Вісконті у напрямку Тоскани з 1390 року підривала міжнародні позиції республіки. Джангалеаццо вдалося приєднати до своїх володінь Перуджу, Сієну, Пізу і Болонью. Флоренції, що опинилася з усіх боків оточеній міланськими територіями, довелося фактично вести війну за незалежність. Лише смерть Джангалеаццо в 1402 році врятувала місто. Одночасно поновилася експансія республіки: у 1404 році був повернений контроль над Ареццо, а в результаті війни 1405—1406 років до Флоренції була приєднана Піза — найбільший морський порт Тоскани. Завдяки цьому різко посилилися позиції флорентійців в Середземномор'ї і Візантії. У 1421 році у Генуї було придбано Ліворно і значна частина тосканського узбережжя. Тривала війна Флоренції з Ладиславом, королем Неаполя, що підпорядкував собі значну частину Папської області, привела до приєднання Кортони. У 1425 році був укладений довгостроковий союзний договір з Венецією, направлений проти Мілану, згідно з яким Тоскана і Романья визнавалися сферою впливу Флоренції, проте після завершення війни проти міланців в 1428 році республіка не отримала ніяких компенсацій.
У 1429 році Флоренція атакувала Лукку, проте ця війна виявилася невдалою. На допомогу місту Лукка прийшли Сієна і Мілан, війна перетворилася на затяжну і украй важку у фінансовому плані. Одна лише авантюрна спроба затопити Лукку відведенням вод річки Серкйо в 1430 році коштувала республіці 40 тисяч золотих флоринів. У 1433 році флорентійські війська були розбиті, а міланці підійшли до самої Флоренції. Республіка була вимушена укласти мир і відмовитися від претензій на Лукку. Провальна війна підірвала позиції уряду і різко загострила внутрішні суперечності в країні. Давня ворожнеча між правлячим родом Альбіцці і багатою і впливовою родиною Медічі, слабо представленої в органах управління республіки, вилилася у відкрите протистояння. У 1433 році Ринальдо Альбіцці, отримавши перемогу на виборах в Сеньйорію, заарештував і вигнав Козімо Медічі з Флоренції і конфіскував майно його родини.

### Система управління Флорентійської республіки

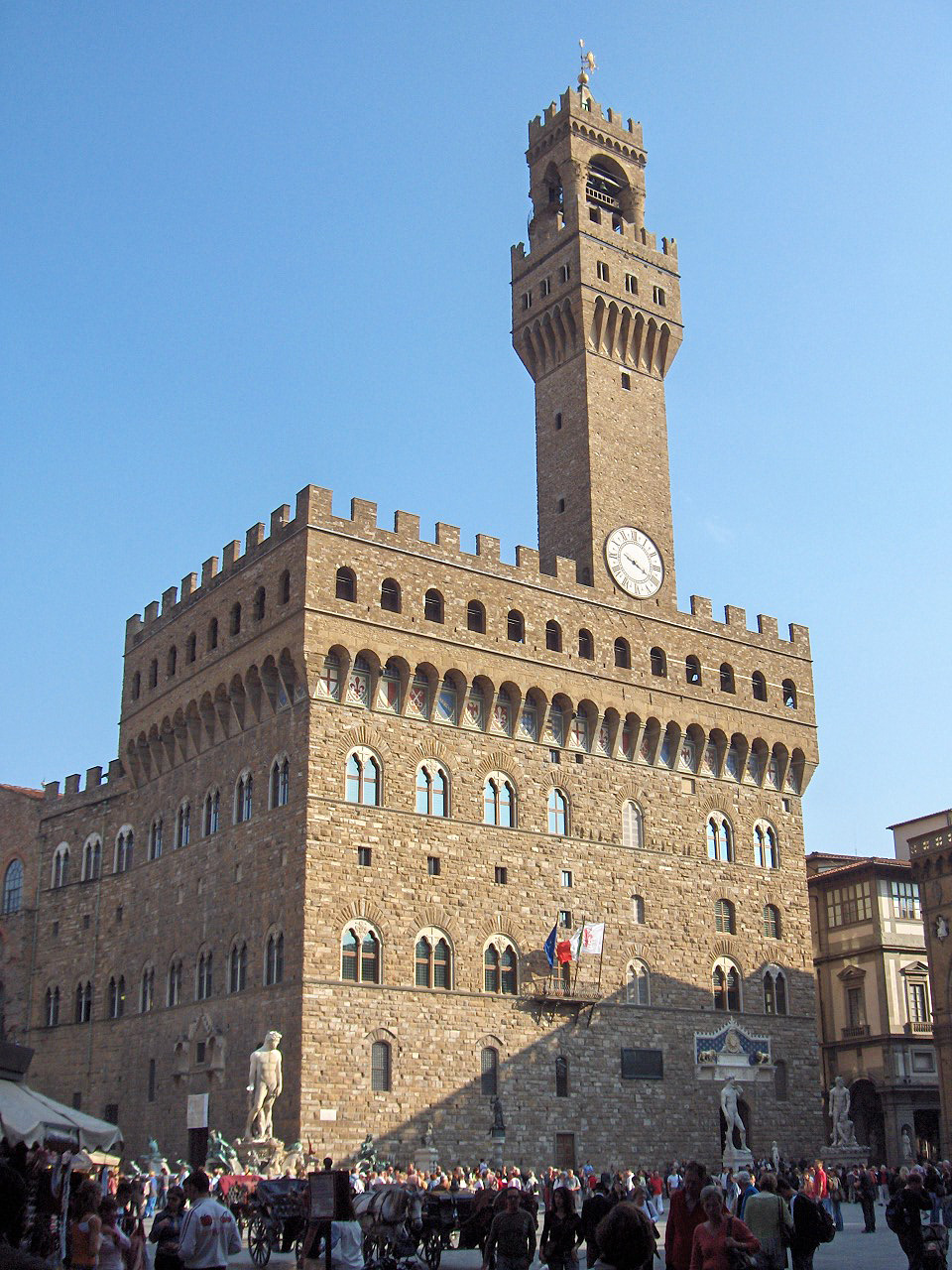
Палаццо дель Сеньйорія — резиденція Ради пріорів Флоренції

Для Флорентійської республіки XIV століття була характерна незвичайно широка участь населення в державному управлінні, що дозволяє говорити про високий ступінь демократизації суспільно-політичної системи. До кінця століття в республіці існувало більше 3000 державних посад, для заміщення яких щорічно проводилися вибори, причому значна частина посад заміщалася жеребкуванням. Право обирати і бути вибраними в органи державного управління мали всі члени торгово-ремісничих корпорацій (цехів). Лише неорганізовані наймані робітники, іммігранти і дворяни були позбавлені виборчих прав. Рівень участі народу у владі у Флоренції був безпрецедентним для того часу. Громіздкість адміністративної системи, вузька функціональна спеціалізація її органів і система балансу влади між різними магістратами забезпечувала підтримку республіканського ладу і перешкоджала узурпації влади у Флоренції однією людиною.
Згідно з «Встановленням справедливості» 1292 року, найвищим виконавчим органом республіки стала колегія шести пріорів, що представляли старші цехи Флоренції. Пріори керували внутрішньою і зовнішньою політикою держави і мали право законодавчої ініціативи. Пріори обиралися на два місяці і під час виконання своїх обов'язків проживали в спеціально відбудованому Палаці Сеньйорії. Наступників діючих пріорів обирали на особливих зборах, в яких брали участь самі пріори, глави дванадцяти правлячих цехів і представники шести районів міста. У 1293 році була установлена нова посада сьомого пріору — гонфалоньєра справедливості, що отримав функції глави держави і право виконання судових рішень проти посадових осіб республіки. Гонфалоньєру була підпорядкована особлива гвардія з тисячі чоловік. Шість пріорів і гонфалоньєр утворили уряд Флорентійської республіки — Сеньйорію.
Формування колегії пріорів не знищило старих муніципальних інститутів. І далі існувала посада подеста, на яку обиралися, зазвичай, іноземці на термін в один рік. Подеста виконував функції верховного судді республіки і головнокомандуючого її озброєними силами. У своїй діяльності подеста підкорявся пріорам. У структуру його адміністрації входили дві ради — Рада старійшин (Рада анціанів), в яку входили по два представники від кожного з шести районів Флоренції, і Рада ста, що є виборним сенатом. Подеста і його ради представляли інтереси міської комуни в цілому. Для пополанськой частини населення існували також особливі магістрати — капітано-дель-пополо, котрий очолював цехову міліцію, покликану захищати конституційний лад республіки, і два підлеглі йому ради, які обиралися всіма цехами Флоренції.
Інститутом прямої демократії у Флорентійській республіці були всенародні збори (італ. parlamento), в яких могли брати участь всі громадяни країни. Хоча цей інститут існував практично протягом всієї історії незалежної республіки, особливих прав він не мав і скликався украй нерегулярно для підтвердження окремих рішень уряду або посадових осіб. Ці збори санкціонували адміністративні або податкові реформи, але не могли обговорювати законопроєкти і не мали судової влади.

Поділ Флоренції на чверті і «прапори» (гонфалони) в 15 столітті

 Після видалення анжуйців в 1328 році була проведена нова реформа системи управління. Головними нововведеннями стало обрання на державні посади за долею і фіксація права на владу в республіці за всіма 21 цехами Флоренції. Крім того, була реорганізована система рад: замість численних колегій при найвищих органах влади створено три: Рада комуни при подеста з судовий-законодавчими функціями, що складалася з 250 чоловік, вибираних всіма громадянами комуни, Рада народу при капітано-дель-пополо, що представляє інтереси цехів і що складалася з 300 чоловік, обираних пополанами, а також Рада ста при пріорах, що грає роль сенату республіки. До дванадцяти старійшин («добрих людей») були додані ще шістнадцять гонфалоньєрів (представників 16 районів, «прапорів»; італ. gonfalon, Флоренції), які разом утворили особливу колегію — Раду сеньйорії, що затверджують законопроєкти пріорів до їх розгляду в радах. Раду народу і Раду комуни були найвищі законодавчі органи республіки. Нова система організації управління сильно обмежила можливості для узурпації влади в республіці однією людиною, як це відбувалося в інших італійських комунах початку XIV століття, коли на зміну республіканському устрою приходили тиранії і сеньйорії, у тому числі і спадкові.
У 1343 році був здійснений ще один крок з демократизації державної адміністрації: Сеньйорія була розширена до дев'яти пріорів, з яких двоє обиралися від старших цехів, троє від середніх, троє від молодших, а дев'ятий обирався з кожного цеху по черзі. Таким чином в уряд республіки дістали доступ молодші цехи.
Виборчими правами в республіці користувалися члени двадцяти одного флорентійського цеху. Магнати, дворяни, іммігранти в першому поколінні, нецехові ремісники і наймані робочі були позбавлені права заняття державних посад і участі у виборах. За законом 1351 року Сеньйорія також отримала право визначати, хто з громадян є «гібеліном», і таким чином усувати від участі у виборах неугодних осіб. Вибори проводилися особливою колегією скрутаторов, що обиралися цехами, які у свою чергу шляхом долі на основі звідного списку осіб з кандидатів від кварталів, цехів і партії гвельфів визначали осіб для заміщення державних постів. Пріори обиралися на два місяці, члени законодавчих органів — Ради комуни і Ради народу — на шість місяців. Списки осіб, пропонованих для обрання на вищі державні посади, були дуже представницькі. Так, наприклад, для жеребкування до складу Сеньйорії на початку 15 століття пропонувалося близько 2000 кандидатів. Ще більша кількість громадян знаходилася в списках для обрання нижчестоящих магістратів. Наприкінці XIV століття контроль над процедурою вибору встановила правляча олігархія на чолі з Альбіцці, чим було забезпечено збереження її влади протягом декількох десятиліть.
З другої половини XIV століття особливе значення в політичній системі країни почали набувати надзвичайні комісії — бальї (італ. balia), що формуються в періоди внутрішніх або зовнішніх криз, яким передавалася на обмежений час особливі повноваження в республіці. Найбільшу роль грала Рада восьми (італ. Otto della guerra), що керувала військовими діями Флоренції в період Війни восьми святих (1375—1378), яка після приходу в 1382 році до влади олігархії набула постійного характеру. В період війни з Луккою в 1429 році була сформована Рада десяти (італ. Died della guerra), що встановила контроль за діями Сеньорії. Інші бальї займалися визначенням осіб, що підлягали вигнанню, і формуванням списків громадян для заміщення державних посад, і таким чином стали знаряддям впливу правлячої олігархії. Проте бальі ніколи не намагалися узурпувати владу в державі і повністю підім'яти під себе демократичну конституцію.
До кінця XIV століття роль колегії пріорів, а також Рад комуни і народу в процесі ухвалення політичних рішень різко скоротилася. При Сеньйорії була створена ще одна дорадча рада, до якої увійшли представники провідних флорентійських сімей і в якому фактично концентрувалися важелі управління державою при збереженні старої демократичної системи рад і магістратів. Роль молодших і середніх цехів в управлінні державою була істотно обмежена. 60-70 провідних родин «жирних пополанів» шляхом маніпулювання виборами і усунення неугодних осіб із списків для голосувань забезпечили собі панування в державі, причому до 1420-х років їх вплив вже не залежав від посад, які вони займали у державному апараті.

### Фінансова система. Збройні сили
Спочатку прибуткова частина бюджету флорентійської комуни формувалася, головним чином, за рахунок митних зборів і податків на торгові операції. Певне значення мали доходи від судочинства (штрафи, мита), а також екстраординарні надходження в казну у разі конфіскацій майна засудженого або вигнаного громадянина Флоренції. Бурхливе торгове життя дозволяло досить добре фінансувати витрати республіки, зокрема військові походи проти тосканських феодалів і сусідніх комун і зміст державного апарату. Проте в XIV столітті з посиленням зовнішньої загрози і формуванням громіздкої системи управління традиційних джерел фінансових надходжень стало не вистачати. Величезні витрати поглинали війни, що велися Флоренцією силами найманих армій. Крім того, правляча торгово-реміснича верхівка всіляко уникала підвищення мит і непрямих податків. Періодичні банківські кризи в Європі і зростання конкуренції нідерландських і англійських сукновалів також загострювали ситуацію. В результаті до початку XV століття флорентійський уряд почав активно удаватися до практики примусових позик (наприклад, позика 1424 року у розмірі 150 тисяч золотих флоринів). Проте кардинальним нововведенням стало введення загального оподаткування. У 1427 році, не зважаючи на опір частини олігархії, була проведена загальна оцінка рухомого і нерухомого майна громадян Флоренції і введений єдиний податок на майно і капітали у розмірі 0,5 %. Хоча практика сплати податків на майно існувала декілька століть, саме складання кадастру в 1427 році і законодавча фіксація розміру податку стали основою нової фінансової системи держави. У 1433 році податок на майно і капітали став прогресивним: залежно від розмірів майна платники податків вносили до державної казни від 1 до 3 %.

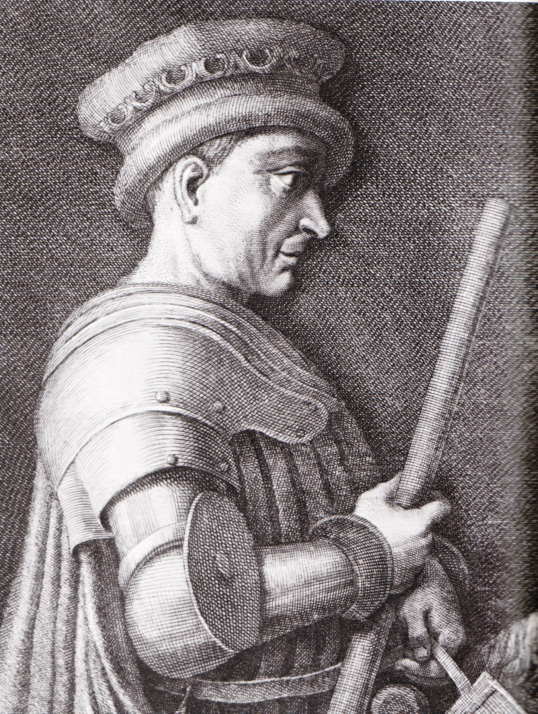
Джон Хоквуд — кондотьєр на службі у Флоренції (кін. 14 ст.)

Ядром озброєних сил ранньої Флорентійської республіки було ополчення містян. Для свого часу це була достатньо ефективна армія, об'єднана загальним духом боротьби за свободу комуни. Цим силам вдалося підпорядкувати Флоренції сільську округу, розбити феодалів і зруйнувати їх замки. На чолі ополчення стояли, зазвичай, урбанізовані дрібні лицарі — вальвассори, комуни, що перейшли на службу. Проте після приходу до влади у Флоренції пополанів і вигнання феодалів, військова сила міського ополчення стала падати: узявши в свої руки управління республікою, торгово-ремісничі круги втратили інтерес до служби в армії, а навички і тактика військових дій були втрачені. Республіка була вимушена запрошувати для свого захисту іноземних правителів — Карла Анжуйського, Готьє де Брієнна, Роберта Неаполітанського, — що приводили власні лицарські армії. Досвід озброєної боротьби містян за свою свободу трансформувався у воєнізовані територіально-сімейні організації пополанів, об'єднані в «прапори» (гонфалони, округа) Флоренції, на чолі яких стояли «капітани народу». Ці формування забезпечували впродовж декількох століть збереження республіканської конституції Флоренції і не допускали встановлення в країні тиранії.
З падінням значення пополанського ополчення, Флоренція почала удаватися до найму військових загонів для захисту своєї території і приєднання нових земель. В результаті до XIV століттю озброєні сили республіки складалися практично винятково з іноземних найманців, на чолі яких стояв кондотьєр, який набирав загін і укладав договір про військову службу з представниками республіки. Вже в битві при Монтаперті в 1260 році на стороні республіки билися 200 найманців-кавалеристів з Романьї. В різний час на службі у Флоренції знаходилися такі прославлені кондотьєри, як Раймонд де Кордона, Джон Гоквуд, Франческо Сфорца та Еразмо Гаттамелата. Хоча професійні армії кондотьєрів перевершували за бойовими якостями сучасні лицарські ополчення, їх небажання жертвувати собою заради держави, що найняла їх, а також часті переходи на службу до супротивника, що запропонував більшу винагороду, створювали істотні труднощі в проведенні Флоренцією зовнішньої політики. Безславні кампанії республіки під час Війни восьми святих (1375—1378) або війни з Луккою 1429—1433 років значно ослабляли міжнародне положення республіки і вели до гострих державних криз.

### Початок епохи Відродження у Флоренції

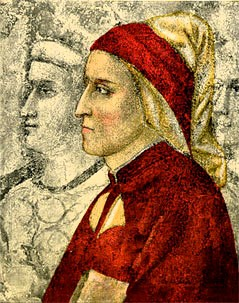
Данте Аліґ'єрі. Фрагмент фрески авторства Джотто в Палаццо дель Баргелло.

Ранній розвиток комуни у Флоренції, формування міської культури, виникнення цивільного суспільства і комунального патріотизму, демократизація системи управління, а також інтерес до античності, привели до складання у Флоренції в XIII століття гуманістичного світогляду з його інтересом до людини і суспільства. Для Флоренції було особливо характерним раннє виникнення ідеї про свободу як велику цінність Флорентійської держави і особлива гордість за його республіканський устрій. Саме Флоренція стала першим лідером в італійському гуманістичному русі. Найбільшою фігурою гуманізму став флорентієць Данте Аліґ'єрі (1265—1321), який заклав основи італійської літературної мови і створив абсолютно нову, гуманістичну літературу. Його послідовники Франческо Петрарка (1304—1374), родоначальник ліричної поезії, і Джованні Бокаччо (1313—1375), основоположник жанру новели, також походили з Флоренції. Взаємини людини і суспільства і проблеми рівності і патріотизму знайшли своє віддзеркалення в творах флорентійця Леонардо Бруні (1375—1444). Високого рівня досягла історична література в роботах Діно Компаньї (1255—1324) і Джованні Віллані (1275—1348).

Собор Санта-Марія-дель-Фіоре. Архітектори Арнольфо ді Камбіо і Філліппо Брунеллескі

Гуманістичний світогляд сприяв формуванню у Флоренції одного з найважливіших центрів європейського мистецтва. Місто стало центром Проторенесансу і Раннього Відродження в Італії. Сформувалася ціла Флорентійська художня школа, одна з основних шкіл італійського Відродження. Її родоначальником став Джотто ді Бондоне (1276—1337), що відійшов від канонічних принципів середньовічного мистецтва і заклав основу мистецтва Ренесансу. Серед найталановитіших послідовників був Мазаччо (1401—1428), один з найбільших італійських художників Раннього Відродження. На початку XV століття почався розквіт флорентійської скульптури і архітектури. Творчість Лоренцо Гіберті (1381—1455) і Філіппо Брунеллескі (1377—1446), Донателло (1386—1466) досягла небувалих висот за виразністю і реалізмом. Головною темою їх мистецтва стала героїзація ідеалу людської особи. Будівлі і монументи, створені цими майстрами, стали головною прикрасою Флоренції і принесли їй світову славу.
Традиції, закладені великими флорентійцями кінця XIV — початку XV століть, були розвинені в творчості майстрів Високого Відродження, розквіт якої припав на період Сеньйорії Медічі у Флоренції.

## Сеньйорія Медічі

### Становлення сеньйорії Медічі (1434—1469)

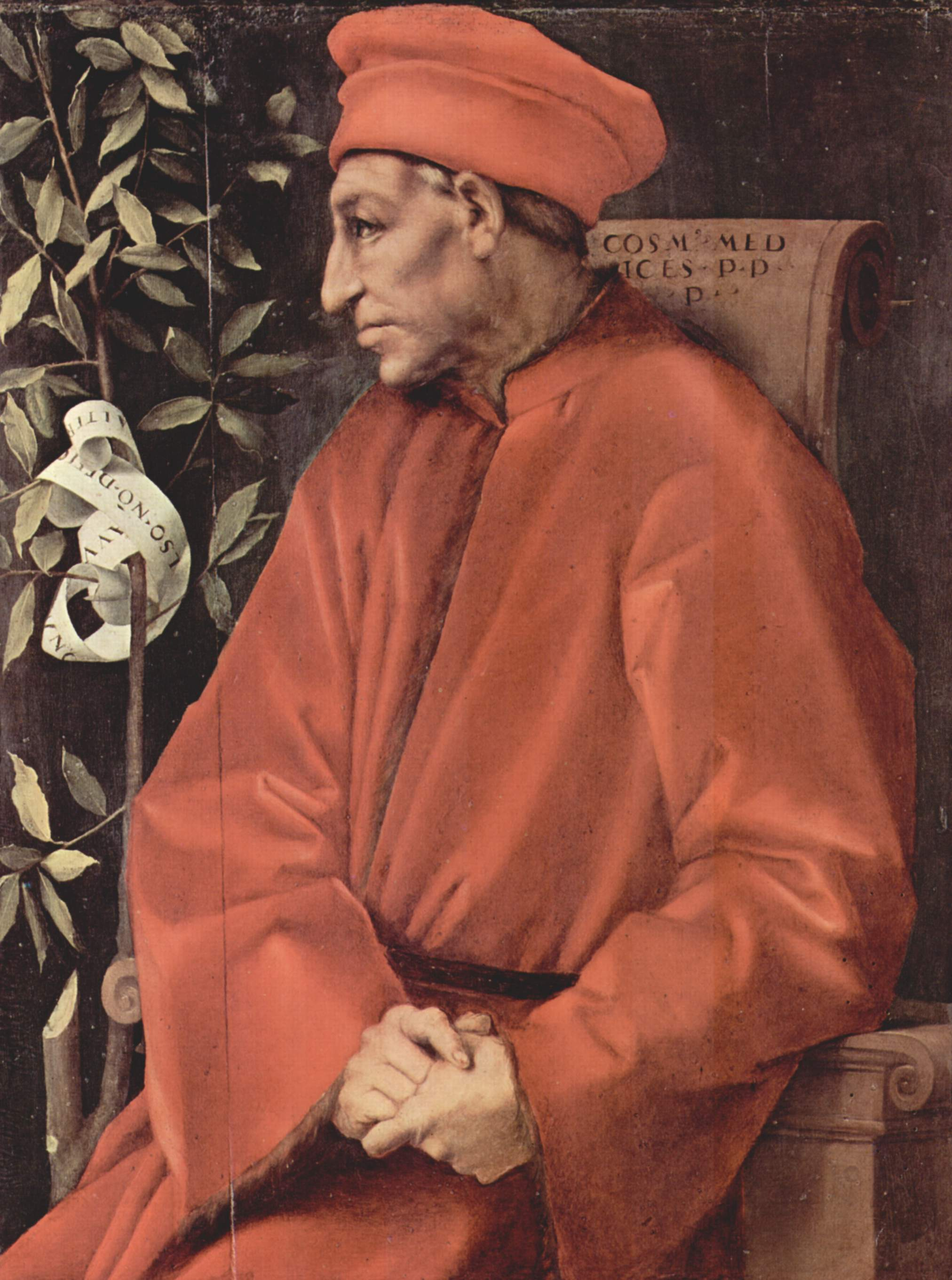
Козімо Медічі. Портрет роботи Джакопо Понтормо, 1518—1519

Основу добробуту родини Медічі заклав Джованні де Медічі (1360—1429), який заснував у Флоренції банк, що незабаром став одним з найбагатших в Італії. На початку XV століття в республіці зменшилося значення традиційних галузей виробництва (суконне виробництво, вовняна промисловість), що були затиснуті в тісні рамки цехової регламентації і страждали від конкуренції іноземних ремісників, а на перший план в економіці вийшли банківські операції. Флоренція стала найбільшим фінансовим центром Західної Європи, а банк Медічі — найбільшим європейським банком. Його філії знаходилися Римі, Генуї, Неаполі, Венеції, Авіньйоні, Брюгге і Лондоні, більше половини своїх доходів він отримував з Риму, ставши головним кредитором папської курії і самої Флорентійської республіки, чия фінансова система була послаблена невдалими війнами з Луккою і міланскими Вісконті. У Флоренції Джованні де Медічі завоював широку популярність в народі (головним чином, у жителів контадо і підвладних Флоренції міст, а також пополанів кварталу Сан-Джованні) завдяки своїй репутації, пошані до республіканського ладу і фінансовій підтримці своїх прихильників. Вплив родини Медічі викликав незадоволення правлячої олігархії Альбіцці і Строцці, і в 1433 році Козімо Медічі, син і спадкоємець Джованні, був вигнаний з республіки.
Проте вже в 1434 році перемогу на виборах в уряд Флоренції отримали прихильники Медічі. Козімо тріумфально повернувся на батьківщину. Спроба Рінальдо Альбіцці здійснити державний переворот провалилася і стара олігархія була вимушена втекти з країни. Була утворена комісія Десяти, яка отримала право обирати пріорів і відбирати кандидатів на інші вищі посади Флоренції, скасувавши таким чином традицію виборів за долею. Хоча республіканська конституція і всі органи управління комуни були збережені, а сам Козімо не зайняв ніяких спеціальних постів в державі, він став фактичним правителем Флоренції. Комісія Десяти, членом якої з 1438 року став Козімо Медічі, відтіснила від управління всі інші вищі органи республіки і сконцентрувала в своїх руках владні механізми. Це дозволило забезпечити стабільність в державі, проте на зміну інституту демократичних виборів прийшла система особистої влади «сеньйора» Флоренції. Проте, для політики Козімо і його наступників були характерні демонстрація і культивування принципу погодження і покірності волі держави як засобу досягнення єдності суспільства і зміцнення власної влади. Медічі стали майстрами компромісу, ведучи діалог зі всіма соціальними шарами, вони сприяли затвердженню ідей толерантності у Флорентійській республіці.

Система рівноваги в Італії в 1454—1492 роках: Італійська ліга

Зовнішня політика Флоренції цілком контролювалася і направлялася Козімо Медічі. Головну загрозу республіці являло Міланське герцогство Філіпо-Марії Вісконті. Уклавши союз з Венецією і найнявши велику армію кондотьєрів, флорентійські війська завдали в 1440 році поразки міланцям при Аньярі. Це дозволило витіснити Вісконті з Тоскани і приєднати верхів'я Арно з містом Поппі. У боротьбі за престол Мілана, що послідкувала за цим, Козімо активно підтримував Франческо Сфорца, що після коронації останнього герцогом Мілана в 1450 році забезпечило установлення тривалого миру між двома державами. Флорентійсько-міланський союз зустрів супротивника в особі венеційсько-неаполітанського блоку, проте під впливом папи Миколая V в 1454 році був укладений Лодійський мир, підписаний всіма найбільшими державами Апеннінського півострова, який встановив систему рівноваги в Італії і відкрив тривалий період мирного співіснування італійських держав.
Встановлення миру і проведення у Флоренції Вселенського собору 1439—1445 років, на якому була укладена унія з православною церквою Константинопольського патріархату (так звана Флорентійська унія), істотно підняли престиж республіки. Проте продовжувала існувати опозиція влади Медічі у Флоренції: у 1458 році склалася змова Луки Пітті з ідеями відновлення демократії, який на деякий час примусив Козімо відновити вибори. Навіть після їхнього другого скасування Медічі були змушені враховувати думку опозиції і уникати відкритого порушення республіканської конституції. Широка популярність Козімо зберігалася протягом всього його правління. При ньому у Флоренції була відкрита перша в Європі публічна бібліотека, в 1439 році була відроджена Платонівська академія, велося активне будівництво і впорядкування міста. Козімо Медічі став активним покровителем мистецтв і забезпечував замовленнями Донателло, Брунеллескі і Фра Анджеліко.
Після смерті Козімо в 1464 році опозиції на чолі з Ніколо Содеріні вдалося провести закон про відновлення виборів за долею і обрання гонфалоньєра. Проте спроби демократичних реформ були провалені в радах прихильниками Медічі. У 1466 році була розкрита нова змова Пітті і Содеріні. На підтримку опозиції виступила Венеція, але в 1468 році її війська були розбиті коаліцією Флоренції, Мілана і Неаполя.

### Розквіт і падіння сеньйорії (1469—1494)

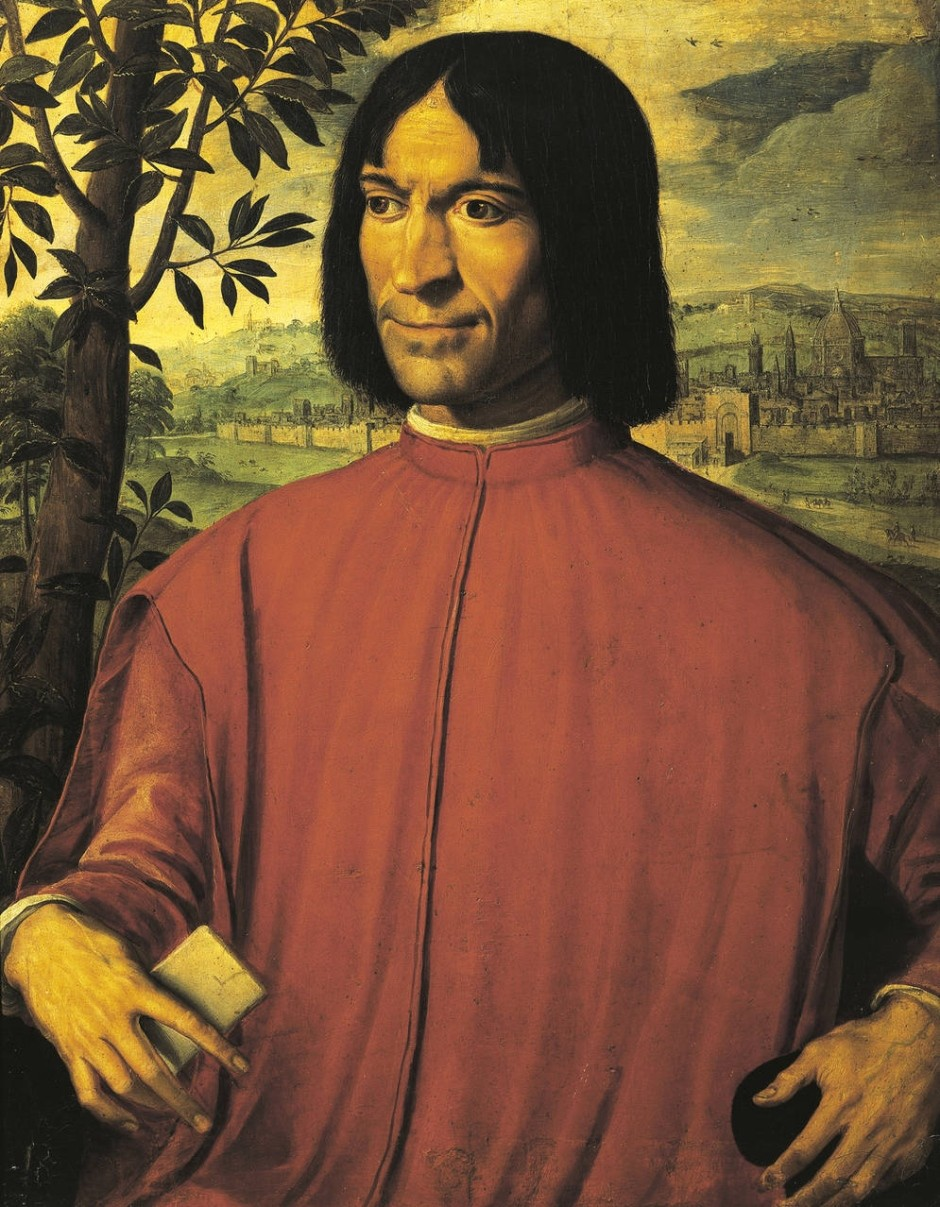
Лоренцо Прекрасний

Найвищого розквіту Флоренція досягла в період правління Лоренцо Медічі (1469—1492), прозваного Прекрасним. Тривалий період миру сприяв благополуччю і процвітанню республіки. Падіння виробництва сукна було компенсоване бурхливим розвитком виробництва шовкових тканин, за обсягом експорту яких Флоренція вийшла на одне з перших місць в Європі. Продовжувався підйом торгівлі, перш за все з Османською імперією, Францією і Левантом, а також міжнародних кредитних операцій флорентійських банківських домів. Завдяки меценатству Лоренцо Медічі і активному заохоченню мистецтв місто стало головним центром італійського Відродження. В цей час тут творили Джованні Піко делла Мірандола, Анджело Поліціано, Сандро Боттічеллі, Мікеланджело Буонаротті. У Флоренції активно велося нове будівництво і впорядкування міста.
Стабільність влади була забезпечена реформуванням державного апарату. При збереженні республіканських органів в 1480 році була установлена додаткова Рада Сімдесяти, яка придбала функції уряду і відтіснила від влади старі колегії, пріорів і гонфалоньєра. При Раді було сформовано два постійні комітети: Рада Восьми, що відповідала за зовнішню політику і ведення війни, і Раду Дванадцяти, що керувала фінансово-кредитною і торговою політикою, а також що займалася питаннями внутрішніх справ і юстиції. Старі законодавчі ради збереглися, але їх повноваження були обмежені схваленням рішень Ради Сімдесяти. У 1480 році була проведена податкова реформа і різко підвищений розмір податку на майно. Важливим моментом податкової реформи Лоренцо Медічі було те, що вона не зачіпала обкладення земельної ренти. Це заохочувало виведення капіталу флорентійською буржуазією з виробництва і торгівлі і його вкладення в землю і дало поштовх процесам «одворянування» великої буржуазії республіки. Режим Лоренцо Прекрасного також характеризувався добре поставленою пропагандою, сприяючою об'єднанню суспільства під керівництвом дому Медічі.
Проте, внутрішня опозиція правлінню Медічі у Флоренції залишалася достатньо значною. У 1471 році повстала Вольтерра, але цей заколот був жорстоко подавлений в 1472 році. У 1478 році склалася змова Франческо Пацці, підтримана великими банківськими домами республіки і римським папою. 26 квітня 1478 року під час церковного богослужіння змовники убили Джуліано Медічі, брата Лоренцо, і зробили замах на самого Лоренцо. Хоча містяни підтримали Медічі і змовники були арештовані, опозиція зберегла серйозні позиції в органах управління, у тому числі і у складі Ради Сімдесяти, і не дозволяла Лоренцо ліквідовувати республіканські інститути.

Флорентійська республіка в 1494 році і території, приєднані при Медічі (зелений колір)

Найбільших успіхів при Медічі Флоренція досягла на міжнародній арені. Строге слідкування союзу з Міланом і Неаполем поєднувалося з гнучкістю у відношенні папства. Це сприяло перетворенню республіки на головного гаранта системи італійської рівноваги, яка забезпечила відносно мирне існування держав Італії з 1454 по 1494 роки. На початку правління Лоренцо стосунки республіки з папою Сикстом IV були достатньо прохолодними: папа підтримав змову Пацці, наклав інтердикт на Флоренцію, а в 1479 році здійснив вторгнення на територію республіки. Але вже в 1480 році Лоренцо вдалося укласти мир з папою, а в 1484 році завдяки втручанню Флоренції вдалося мирним чином врегулювати конфлікт Риму з Феррарою. У 1487 році була придбана Сарцана — важливий плацдарм на Лігурійському узбережжі. Проте головним досягненням зовнішньої політики Флорентійської республіки в період правління Лоренцо Прекрасного стало успішне утримування Франції від втручання в італійські справи.
Проте, незважаючи на всі успіхи і відносне благополуччя, Флорентійській республіці було не під силу підтримувати статус великої держави. Зростання податків і непродуктивних витрат держави в правління Лоренцо, пишнота його двору, постійні святкування і турніри викликали підйом незадоволеності середніх верств населення. Відсутність постійної армії робила республіку уразливою перед лицем сильного зовнішнього супротивника. Система італійської рівноваги трималася фактично лише на авторитеті Лоренцо Прекрасного. Тому коли в 1492 році Лоренцо помер, ця система розвалилася: спалахнув конфлікт Мілана і Неаполя, в якому син Лоренцо П'єро II прийняв сторону останнього. Міланський герцог Людовіко Сфорца звернувся за допомогою до Франції. При пасивності Флоренції французькі війська під командуванням Карла VIII в серпні 1494 році вторглися до Італії. Це стало початком Італійських воєн. Коли французи підійшли до меж республіки, П'єро II без опору підписав капітуляцію і передав Карлу VIII фортеці Сарцана, Пізу і Ліворно. Як тільки умови договору сталі відомі, у Флоренції спалахнуло повстання. Медічі були вигнані, в країні була відновлена республіканська конституція.

## Друга республіка (1494—1512)

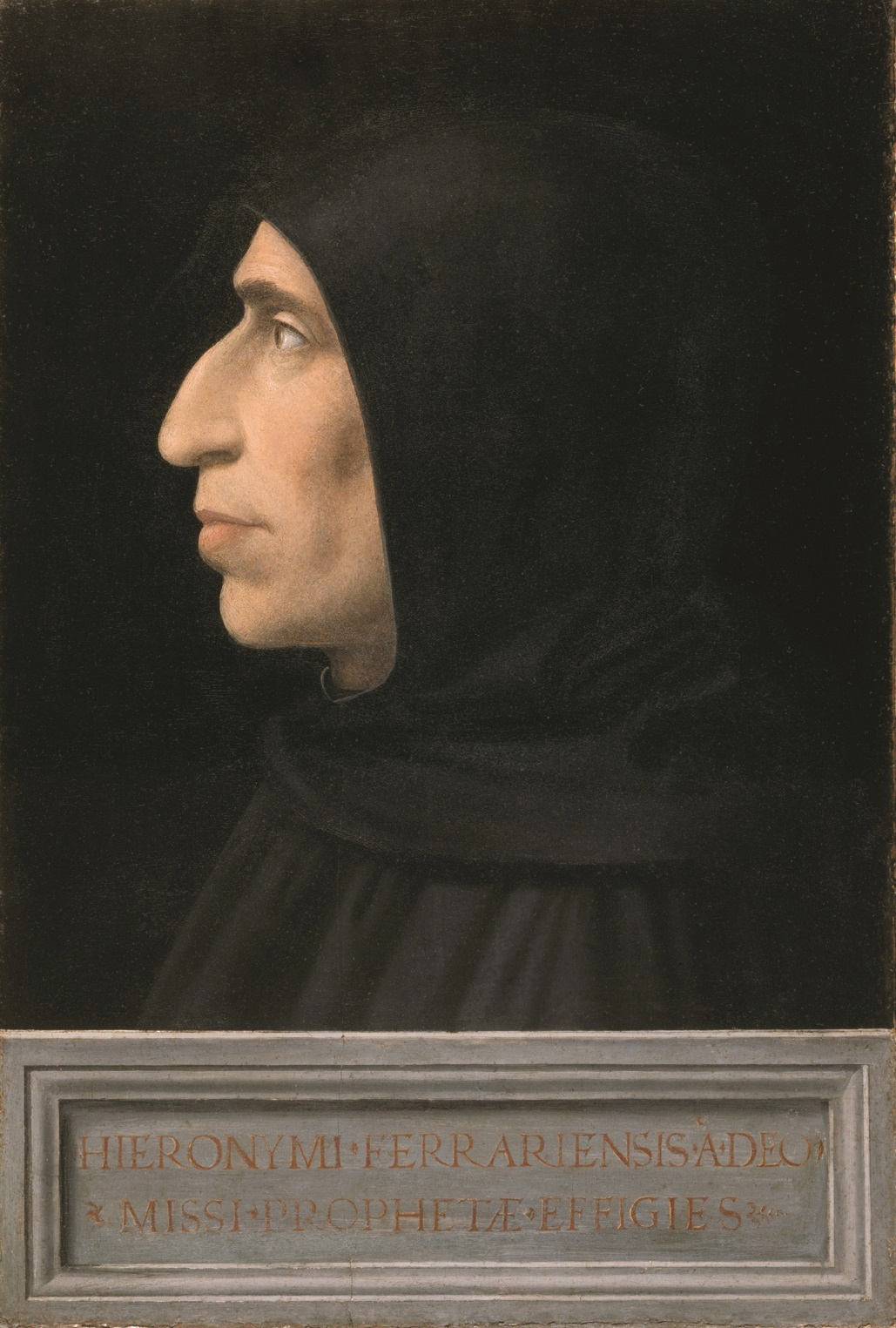
Джироламо Савонарола. Портрет роботи Фра Бартоломео, бл. 1498

Після вигнання Медічі у Флоренції була відновлена стара республіканська конституція. Народне зібрання вибрало колегію дванадцяти акоп'яторів для відбору кандидатур на заміщення вищих державних посад. Був створений новий найвищий законодавчий орган — Велика рада (за зразком венеційської Великої ради) з 3000 членів (1/5 громадян республіки з правом голосу), під контроль якої були поставлені всі найвищі органи управління. У країні розвернулися бурхливі дебати про шляхи державного розвитку республіки. На чолі демократичного руху став Джироламо Савонарола, талановитий проповідник і прихильник реформування суспільства у дусі строгого додержання моральних заповідей. Ще в кінці правління Медічі він вже мав колосальний вплив у Флоренції, особливо в питаннях етики і релігії. Під його впливом сеньйором республіки був проголошений Ісус Христос, з Флоренції були вигнані лихварі, проведено скасування боргів, заборонені розваги і святкування, стали спалювати предмети розкоші, картини, «аморальні» книги (наприклад Боккаччо). Савонарола намагався побудувати у Флоренції зразкову християнську державу. Він не посідав державних посад, але завдяки своєму авторитету контролював всю політичну систему республіки. В області зовнішньої політики Савонарола і інші лідери нової республіки орієнтувалися на Францію. Але після відходу французів з Італії в кінці 1494 році Флоренція опинилася в украй скрутному становищі: повстання в Пізі привело до відділення цього міста від республіки, Сарцана була захоплена Генуею, П'єтрасанта — Луккою. Вороже до Флоренції через проповіді Савонароли був настроєний і папа Олександр VI.
Головними супротивниками Савонароли були провідні флорентійські сім'ї, прихильники повернення до олігархії початку XV століття («біснуваті»; італ. arrabiati), і прихильники правління Медічі («сірі»). В умовах формування в 1496 році антифранцузької ліги італійських держав, тиск на республіку різко посилився. У 1497 році папа оголосив проповіді Савонароли єретичними, відлучив його від церкви і зажадав видачі. У березні 1498 році більшість в уряді республіки перейшла до супротивників Савонароли. За наказом папи проповідник був арештований і 23 травня страчений.
Після смерті Савонароли уряд республіки обернув всю свою енергію на придушення пізанського повстання. Проте облога Пізи обернулася ганебною поразкою армії кондотьєрів, найнятих Флоренцією. Ситуація загострилася з формуванням в Романьї сильної держави Чезаре Борджіа. У 1501 році Чезаре атакував Флоренцію. Це викликало повстання в Ареццо, Монтепульчано і Пістої. Республіка була не в силах надати ефективного опору. Лише втручання Франції примусило Чезаре Борджіа вивести війська з долини Арно. Зовнішньополітична криза викликала загострення внутрішніх проблем. Величезна, демократична Велика рада і часта зміна вищих посадових осіб республіки перешкоджали зміцненню держави.

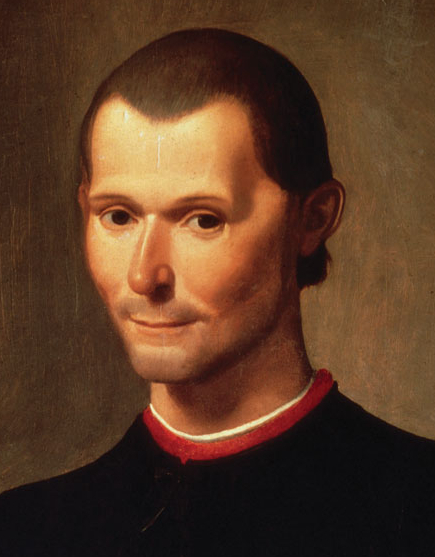
Нікколо Макіавеллі. Фрагмент портрета роботи Санті ді Тіто

У 1502 році була проведена кардинальна реформа системи управління: посада гонфалоньєра справедливості стала довічною. 1 листопада 1502 року гонфалоньєром республіки був вибраний П'єро Содеріні, радником при якому незабаром став Нікколо Макіавеллі. Уряд, нарешті, придбав стабільність і авторитет, дещо покращав фінансовий стан, а після смерті папи Олександра VI, краху держави Чезаре Борджіа і укладення в 1505 році франко-іспанського миру нормалізувалося і зовнішньополітичне положення Флоренції. Під впливом Макіавеллі була проведена військова реформа: республіка відмовилася від використання найманих загонів і в 1506 році сформувала національну армію — народну міліцію. Нові війська Флоренції взяли в облогу і в 1509 році захопили Пізу, відновивши тим самим територію держави.
Проте, загалом, Флорентійська республіка залишалася відносно слабкою: у країні продовжувала існувати сильна патриціанська опозиція демократичній конституції, були відсутні фінансові і військові сили, достатні для того, щоб виступати на політичній арені на рівних з великими державами. Профранцузький курс Содеріні в умовах об'єднання всієї Італії проти Франції також ніс в собі істотну загрозу для республіки. В результаті війни Священної ліги до 1512 року французи були витиснені з Італії. Флоренція залишилася в повній політичній ізоляції. На Мантуанському конгресі 1515 році держави Священної ліги визнали право Медічі на Флоренцію. На територію республіки вторглася іспанська армія Раймондо Кардони, яка захопила Прато і підійшла до Флоренції. Місто охопила паніка, Содеріні втік в Рагузу, уряд виявився нездатним дати відсіч. Флоренція незабаром капітулювала, погодилася на повернення влади Медічі і сплату контрибуції у розмірі 140 тисяч дукатів.

## Реставрація Медічі (1512—1527)

Герб дому Медічі

Після реставрації Медічі в 1512 році народне зібрання Флоренції вибрало спеціальний комітет Сорока п'яти (пізніше — шістдесяти п'яти) для реформування органів державного управління, де більшість належала би прихильникам Медічі. Головою комітету став кардинал Джованні Медічі, син Лоренцо Прекрасного. Велику раду і народну міліцію було ліквідовано, а органи, що існували при Лоренцо, — відновлено. Формально, згідно з новою державною системою, вища влада належала Раді Сімдесяти і Сеньйорії з восьми пріорів і гонфалоньєра, проте в реальності важелі управління було зосереджено в спеціальній комісії (бальї), що стала постійним інститутом. Балья призначала кожні два місяці членів Сеньйорії і визначала внутрішню та зовнішню політику держави. Фактично влада належала одноосібно кардиналові Джованні Медічі, що направляв роботу бальї та інших органів управління.
У 1513 році Джованні Медічі було вибрано Папою Римським під ім'ям Лева X. У результаті Флоренція стала придатком Папської області. Вся зовнішня політика республіки була повністю підпорядкована інтересам Риму. Номінально правителем Флоренції було оголошено брата Лева X Джуліано Медічі, герцога Немурського, а після його смерті в 1516 році — сина П'єро II Лоренцо Медічі, герцога Урбінського. Проте фактично внутрішнє управління республікою продовжувало залишатися в руках папи Лева X. В цей час різко посилилася орієнтація Флоренції на Францію: Лоренцо II одружився з принцесою французького королівського дому, а його дочка Катерина пізніше стала королевою Франції. Після смерті Лоренцо Урбінського в 1519 році Флорентійська республіка була передана під управління кардинала Джуліо Медічі, незаконного сина Джуліано Медічі, убитого в час змови Пацці. При кардиналові Джуліо у Флоренції встановився відносний спокій, стабілізувалася державна система і фінансовий стан. Його внутрішня політика продовжувала традиційне для Медічі загравання зі всіма соціальними шарами суспільства і показну прихильність до демократичних і республіканських цінностей.
Реставрація Медічі збіглася за часом з початком загального занепаду економіки Італії взагалі і Флоренції зокрема. Внутрішній ринок залишався слабким унаслідок протекціоністської політики кожної з італійських держав і численних митних обмежень. Всевладдя флорентійських торговельно-фінансових кіл перешкоджало розвитку промисловості в інших містах республіки, а сільська округа експлуатувалася винятково на користь Флоренції. Головним ринком збуту промисловості республіки залишалися іноземні держави, проте з кінця XV століття флорентійців стала витісняти з Англії, Франції та інших країн місцева національна буржуазія, що посилювалася у той час. Більш того, англійське сукно почало перемагати в конкурентній боротьбі на європейських та італійських ринках флорентійське, а імпорт шерсті з Англії і фарбників з Леванту різко скоротився. Це привело до падіння обсягу виробництва в основних галузях промисловості Флоренції. В порівнянні з початком XV століття випуск сукна в 1520-х роках зменшився майже в 4 рази. Деякий підйом у виробництві шовкових тканин і предметів розкоші не компенсував занепаду інших сфер виробництва. Відкриття Америки і переміщення торгових шляхів Європи в Атлантику також сильно ударили по флорентійській торгівлі. Занепад торкнувся і банківських операцій: банкірські доми Флоренції втратили провідні позиції в Європі і свій вплив при дворах Англії, Франції та інших держав, витиснені місцевими фінансовими колами.

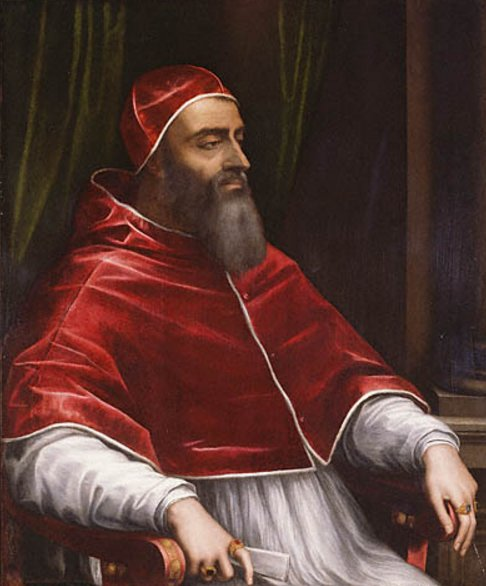
Папа римський Климент VII (Джуліо Медічі)

Занепад промисловості, торгівлі і банківської справи у Флоренції призвів до того, що флорентійська буржуазія почала виводити свої капітали із обороту і вкладати їх в придбання земельних володінь. Почала формуватися нова земельна аристократія, орієнтована на отримання земельної ренти від здачі своїх володінь в оренду селянам, яка стала зближуватися зі старою феодальною знаттю. З іншого боку, втративши роботу в місті, багато найманих робітників повернулися в село, розширивши тим самим чисельний склад селянства. Брак земель сприяв утвердженню у флорентійському селі дрібної оренди на достатньо важких умовах: половина сільськогосподарської продукції селянина вилучалася на користь землевласника. Це приводило до часткового обмеження особистої свободи селян і складання напівфеодальних відносин в аграрному секторі.
У 1523 році кардинал Джуліо став папою Климентом VII. Флоренція знов опинилася під безпосереднім управлінням папства. Формальними правителями республіками були зроблені неповнолітні Іпполіто і Алессандро Медічі, незаконнонароджені сини Джуліано Немурського і Лоренцо Урбінського, проте важелі влади залишилися за папою, що призначав в республіку своїх представників з духівництва. Тривале підпорядкування Флоренції інтересам папства і наступ на республіканські традиції його чиновників у поєднанні з погіршенням економічної ситуації і зростанням безробіття викликали поступовий підйом опозиції правлінню Медічі серед широких верств населення. Звістка про взяття і розграбування Риму німецькими солдатами в 1527 році і втечі папи Климента VII викликало повстання у Флоренції і нове вигнання Медічі.

## Падіння Флорентійської республіки (1527—1532)
Після вигнання Медічі у Флоренції знов було відновлено республіканську конституцію, що вже існувала в 1494 році. Найвищим органом влади стала Велика рада з двохсот громадян республіки, що обиралися за старою демократичною системою. До компетенції Великої ради увійшло формування уряду — Сеньйорії з восьми пріорів і гонфалоньєра справедливості, а також затвердження законів республіки. Сеньйорія здійснювала загальне керівництво внутрішньою і зовнішньою політикою і розробляла проєкти законів, що виносилися у Велику раду. Особливі повноваження були надані Раді Десяти, відповідальній за військові питання. Гонфалоньєр виконував функції голови держави і обирався на один рік, з правом переобрання необмежену кількість разів.
31 травня 1527 році гонфалоньєром Флоренції було вибрано Ніколо Каппоні, що представляв інтереси поміркованих республіканців. Проте в країні негайно почалася гостра боротьба між різними політичними угрупуваннями: фратескі (помірковані, головним чином, дрібні торговці), паллескі (прихильники Медічі), оттіматі (аристократія) і арраб'яті (радикальні демократи, запеклі супротивники Медічі). Боротьба закінчилася перемогою радикалів, в основному, дрібних ремісників і торговців, до яких прилучилися нижчі соціальні шари. Під їхнім тиском літом 1527 року Флоренція оголосила про приєднання до Коньякської ліги і підтримала французьке вторгнення до Італії. Проте перші успіхи французької армії незабаром обернулися поразкою при Ландріано. 5 серпня 1529 року Франція уклала сепаратний Камбрейський мир з королем Іспанії і німецьким імператором Карлом V, відмовившись від претензій на італійські території. Незабаром з війни вийшов і папа римський: підписанням Болонського договору Климент VII зобов'язався коронувати Карла V імператором і визнав іспанську гегемонію в Італії, за що отримав обіцянку імперської допомоги у відновленні влади Медічі у Флоренції.

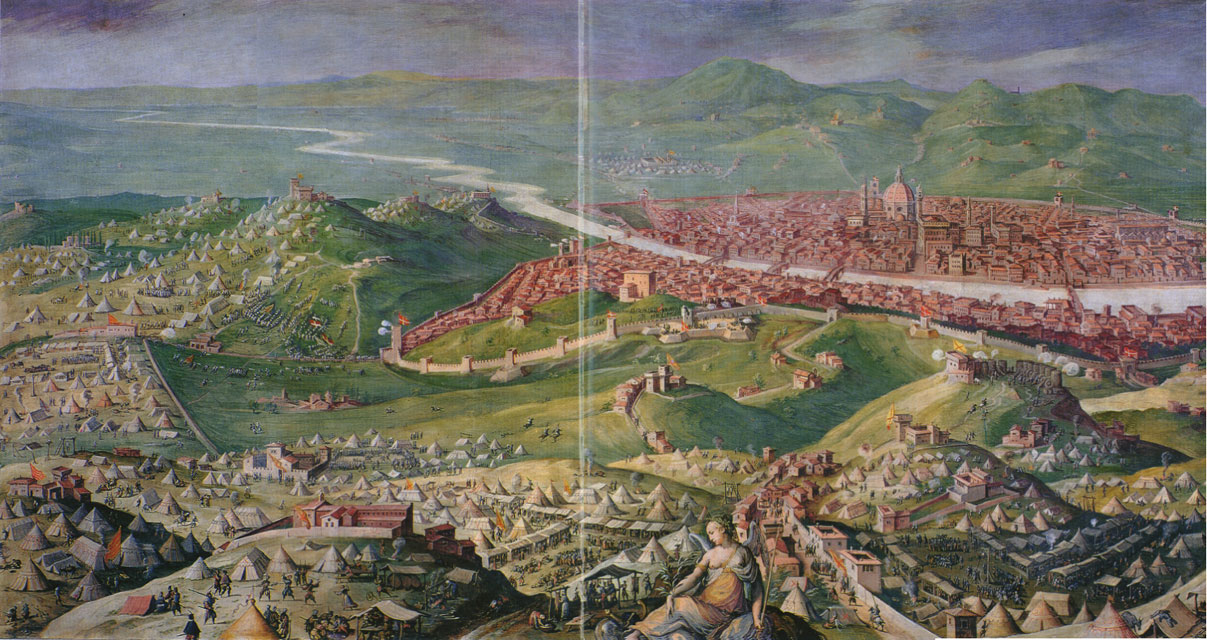
Облога Флоренції. Джорджо Вазарі, 1558

Після Камбрейського і Болонського договорів опір іспансько-імперським силам на Апеннінському півострові продовжувала тільки Флоренція. У республіці було відтворено народну міліцію, найнято загони професійних кондотьєрів, під керівництвом Мікеланджело Буонарроті почалося створення сильних фортифікаційних споруд для оборони міста. Николо Каппоні, що намагався почати переговори про мир з папою, був зміщений з поста гонфалоньєра. До влади прийшли радикальні арраб'яті на чолі з новим гонфалоньєром Франческо Кардуччі. Проте у вересні 1529 року імперські війська вторглися на територію республіки і захопили Фіренцуолу, викликавши паніку в столиці і втечу багатьох аристократів і великих торговців. До 24 жовтня армія принца Оранського підійшла до Флоренції. Проти 40-тисячного імперського війська республіка могла виставити не більше 13 тисяч солдатів. Проте героїчна оборона Емполі і Вольтерри флорентійською армією Франческо Феруччі змогла на деякий час стримати натиск імперських військ і нанести їм істотних втрат. Але 3 серпня 1530 року флорентійці були розбиті в жорстокій битві при Гавінані, в якій загинули принц Оранський і Франческо Феруччі. Незважаючи на героїзм захисників Флоренції, місто було приречене. Після одинадцяти місяців оборони почалися переговори з папою. 12 серпня 1530 року Флоренція капітулювала і погодилася на повернення Медічі і реформування державного устрою республіки.
Вступ до міста імперсько-папських військ супроводжувався масовими репресіями, стратами і вигнанням республіканців. У 1531 році до Флоренції прибув її новий правитель Алессандро Медічі, онук Лоренцо Прекрасного. Демократичну конституцію було скасовано, а в 1532 році Алессандро було проголошено герцогом Флоренції. Це означало кінець Флорентійської республіки і її перетворення в спадкову монархію під владою дому Медічі. Після приєднання Сієни в 1557 році нова держава отримала з 1569 року назву Велике герцогство Тосканське.

## Культура Флоренції в XV та напочатку XVI століть

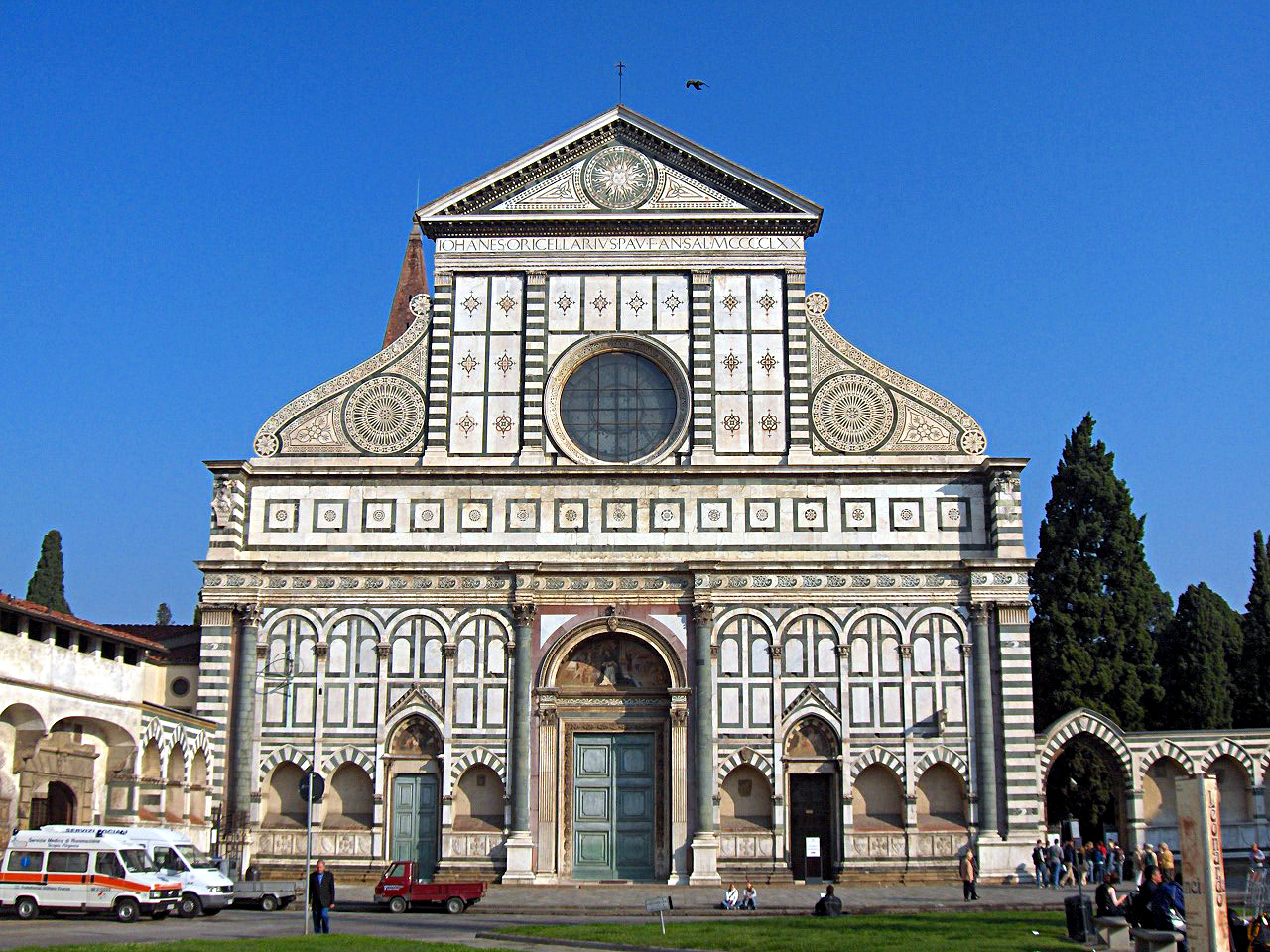
Собор Санта-Марія-Новелла во Флоренції. Архітектор Леон Баттіста Альберті

XV століття — період найвищого підйому флорентійського мистецтва. В період правління Козімо і Лоренцо Медічі, які активно патронували художників, архітекторів, письменників і інших діячів мистецтв, Флоренція стала провідним центром італійського Відродження. Цьому сприяла стабільність і процвітання в республіці. Численний і відносно благополучний торгово-ремісничий соціальний прошарок був добре освічений, пишався багатовіковими республіканським традиціями своєї батьківщини і ввібрав в себе ідеї гуманістичного руху XIV століття. Все це сприяло розквіту мистецтв і літератури у Флоренції. Тут працювали такі видатні архітектори, як Леон Баттіста Альберті, творець фасаду собору Санта-Марія-Новелла, Мікелоццо ді Бартоломмео, що побудував для Козімо Палаццо Медічі-Ріккарді, і, нарешті, Мікеланджело Буонарроті, автор будівлі Лаврентійської бібліотеки. Серед скульпторів особливо виділявся Донателло, що відродив найкращі античні зразки цього мистецтва. Найбільший вплив на європейську культуру мала флорентійська художня школа та її лідер — найвизначніший італійський художник середини XV століття Сандро Боттічеллі. Крім нього видатними художниками, що творили в цей час у Флоренції, були Доменіко Венеціано, Фра Анджеліко, П'єро ді Козімо, Паоло Учелло, Алессо Бальдовінетті, П'єро делла Франческа, Андреа Верроккйо, Фра Бартоломео і Доменіко Гірландайо.
Всеєвропейську популярність здобули роботи Нікколо Макіавеллі, активного політичного діяча Флорентійської республіки і основоположника нового, прагматичного підходу до теорії держави. Під патронажем Лоренцо Медічі працювала Платонівська академія, що відродила інтерес до Платона і що виступила проти середньовічної схоластики. Лідером цього руху був Марсіліо Фічіно. До цього гуртка також був близький Джованні Піко делла Мірандола, що розробив власну філософську концепцію в дусі пантеїзму і неоплатонізму. Високого рівня розвитку досягла історична наука в роботах Макіавеллі і Франческо Гвічардіні.

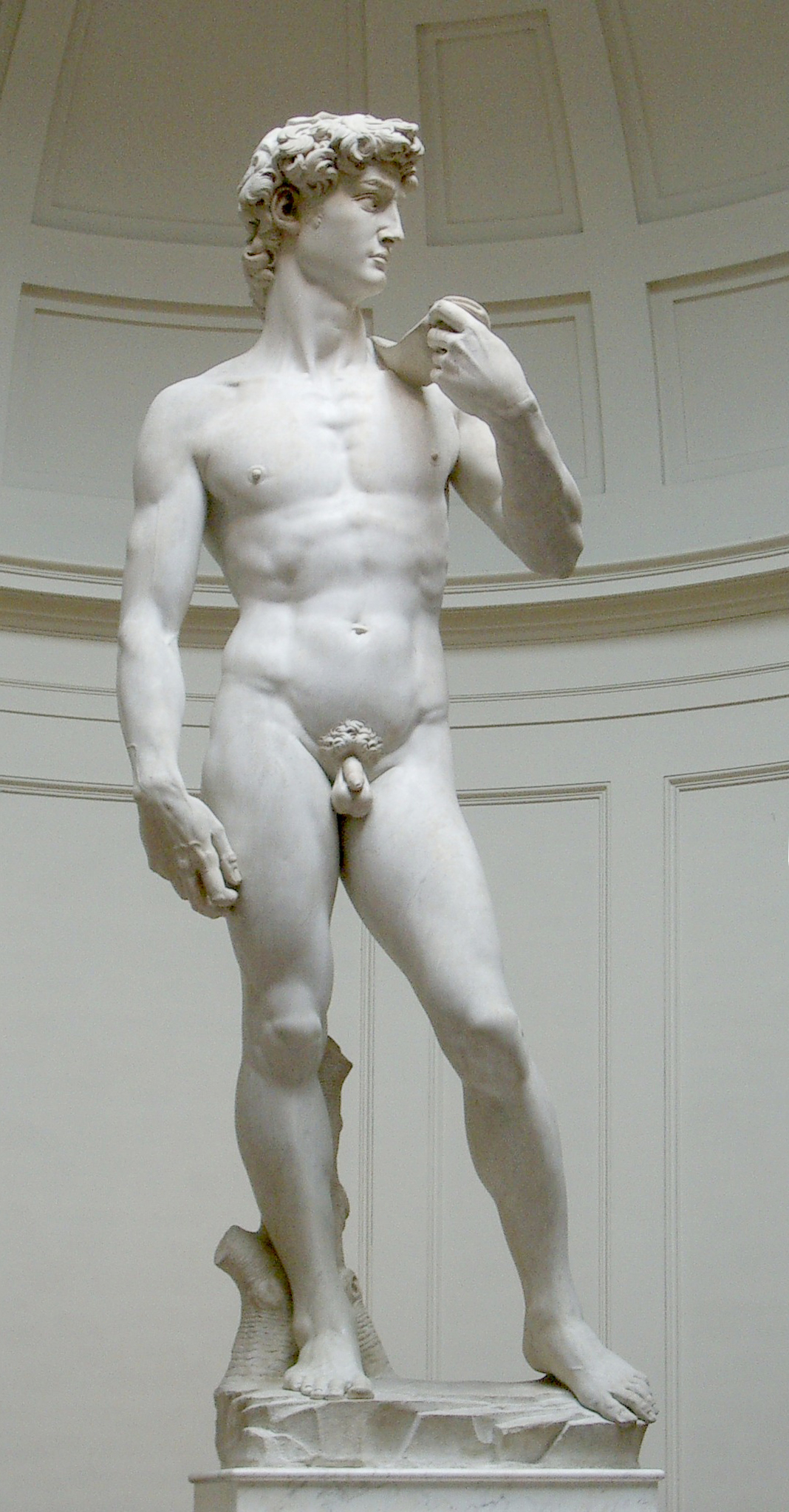
Давид. Мікеланджело

В кінці XV століття з початком періоду Високого Відродження італійське мистецтво досягнуло кульмінаційної точки свого розвитку. Діяльність всіх трьох титанів Високого Відродження — Мікеланджело, Рафаеля і Леонардо да Вінчі — була пов'язана з Флоренцією. Вони навчалися у Флоренції і значну частину свого життя провели в цьому місті. Особливо був тісно пов'язаний з Флоренцією Мікеланджело, що творив під заступництвом пап в період реставрації Медічі і керував будівництвом оборонних споруд міста під час останньої республіки 1527—1530 років. Проте ці три генії вже не були тільки флорентійською школою. Їхня діяльність мала загально-італійський характер і сприяла розквіту мистецтва Ренесансу в інших містах і країнах.
На початку XV століття Флоренція поступово втратила статус столиці італійського Відродження, поступившись цією роллю Венеції і Риму. У самій республіці економічна і політична криза на зламі століть, війни і державні перевороти сприяли розчаруванню в античних ідеалах і появі особливого інтересу в суб'єктивному. Гармонійний мир Ренесансу переосмислювався виходячи з відчуття хиткості людської долі в руках ірраціональних сил. Це призвело до виникнення течії маньєризму у Флоренції, яскравими представниками якого стали Якопо Понтормо і Россо Фіорентіно.